# 百鬼夜行シリーズ
『百鬼夜行シリーズ』（ひゃっきやこうシリーズ）は、京極夏彦による日本の小説のシリーズ。講談社より刊行されている。

## 概要
1950年代の戦後日本を主な舞台とした推理小説で、民俗的世界観をミステリーの中に構築している点が特徴。個々の作品のタイトルには、『画図百鬼夜行』などの鳥山石燕の画集に描かれた妖怪の名が冠せられている。妖怪は作中に実体としては登場しないが、その妖怪に見立てられた奇怪な事件を「京極堂」こと中禅寺秋彦が「憑き物落とし」として解決する様を描く。作品内では民俗学、論理学など様々な視点から妖怪の成り立ちが説かれる。「憑き物落とし」が「事件の種明かし」になることで、推理小説の枠内で語られることが多いが、推理小説的な「トリック」に重きを置かない伝奇小説的な作品もある。
謎解き役である中禅寺の通称（屋号）から京極堂シリーズ（きょうごくどうシリーズ）と呼ばれることも多いが、作者自身はシリーズ名を特定はしていない。
番外編として、本編に登場した様々な人物のサイドストーリーを描く「百鬼夜行 陰/陽」シリーズ、探偵・榎木津礼二郎が大暴れして事件を破壊する「百器徒然袋」シリーズ、旅先で事件に首を突っ込んだ妖怪研究家・多々良勝五郎の的外れな推理がなぜか当たってしまう「今昔続百鬼」、記者・中禅寺敦子と女学生・呉美由紀の女性バディが事件に臨む「今昔百鬼拾遺」シリーズ、以上4シリーズの鳥山石燕の画集からタイトルを採った短編集が刊行されている。2015年より、著者公認のシェアード・ワールドシリーズ「薔薇十字叢書」も展開されている。
シリーズ本編は、主に講談社ノベルスから刊行されたのち、講談社文庫から通常文庫版と分冊文庫版が刊行され、順にハードカバー化もなされている。通常文庫版は1000ページ以上に及ぶことがあり、分厚いことで有名。2019年より「電子百鬼夜行」として電子書籍化も進められている。
シリーズ第1弾『姑獲鳥の夏』（1994年）は、京極夏彦のデビュー作品であり、メフィスト賞創設のきっかけとなった。
累計発行部数は1000万部を突破している。メディアミックスとして『姑獲鳥の夏』は映画化、『魍魎の匣』は映画化・アニメ化、また複数作品が志水アキにより漫画化されている。
2023年発売の『鵼の碑』は、前作『邪魅の雫』から17年ぶりの新作本編となった。

## 主な登場人物
声はテレビアニメ版『魍魎の匣』 / 『中禅寺先生物怪講義録 先生が謎を解いてしまうから。』での声優、演は映画『姑獲鳥の夏』『魍魎の匣』での役者。

### 主要人物
中禅寺 秋彦（ちゅうぜんじ あきひこ）
声 - 平田広明 / 小西克幸 / 演 - 堤真一
本作の主人公。中野で古本屋「京極堂」を営む男。家業は住居部の裏手にある「武蔵晴明神社」の宮司にして陰陽師、副業として「憑物落とし」の「拝み屋」でもある。妻の実家の営む菓子司の屋号を勝手に自身の店に拝借しており、その店の屋号に因んで「京極堂」と呼ばれる。「武蔵晴明神社」は平安時代の陰陽師である安倍晴明が祀られていて所縁もある。
仏教、基督教、回教、儒教、道教、陰陽道、修験道といった各国各地の宗教、口碑伝承、民俗学、妖怪等に造詣が深く、官幣社以外の神社にも詳しく、変な社を識っている。商売柄、文献書物にも詳しく、古典籍に限らず、和洋漢の書物に通暁し、研究者でも識らないような細かいことを実に能く識っていて、古文書古記録の整理や鑑定に長けている。重度の書痴でもあり、家屋敷から店舗に至るまで本で溢れている。なお、宗教関係者ではあるが、真の意味での信仰を持てない人間だと自覚している。
「この世には不思議なことなど何もない」と言うのが口癖にして座右の銘。多々良によると、憑き物落としをするために怪異を解体して残る言説と云う境界の上に立っている関係で、不思議だと云ってはいけない立場に居るからだという。偏屈で理屈っぽいが常識人で、信仰は尊ぶが非合理は一切認めず、人一倍怪奇現象を好む癖に亡魂妖魅を退け、胡散臭い擬似化学やそれを前提に置いた誤った怪異認識、心霊科学や超常現象といったものはナンセンスだと毛嫌いし、特に占い霊感の類いは徹底的に粉砕する。だが、巷間の占い師などが行っている心霊術の仕組み（的確な状況判断、予備知識の蓄積、巧緻な弁舌による誘導質問、事前調査によって成り立つ）自体には精通しており、好き嫌いを別にすれば同じ手法で相手を手玉に取ることもできる。その一方で妖怪変化や幽霊、迷信、呪術のような、民間の口碑伝承、信仰俗信の類は大好きで、宗教も科学も敬愛している。
常に和装で、大正時代の文士のような時代錯誤な風貌。憑物落としの際には、赤い襦袢、背中と両胸に晴明桔梗を白く染め抜いた漆黒の羽織と着流し、黒の足袋に鼻緒だけが赤い黒の下駄と、黒ずくめの格好をする。ただし、羽織はいつも黒というわけではなく、『魍魎の匣』では真っ白い羽織も纏った。
終始不機嫌な仏頂面をしていて、顔つきは平素から「凶悪」と称されるが、つき合いの長い者には感情の変化がわかる。少々痩せぎすなところとクラシックなスタイルを大目に見れば、男前の類と云えなくもない。常態が不機嫌なので僅かに笑っただけで大層愛想良く感じられる。
知識と理を尊んで根拠のないことは語らないが、大変な能弁家で、ごく稀に興が乗って来ると、まるで新興宗教の教祖か活弁士のように理路整然とした演説を始める。平素から内面が読めず、表情には険があり言葉には刺があり、間違ってもお人好しの部類ではないが、人情がない訳ではない。偏屈な割に意外に交際範囲も広く、素直ではないので買っている相手の悪口を云うが、信頼する相手に対して適当に嘘を吐いて騙し宥めて煙に巻くようなことはせず、嫌いな相手ほど悪口の切れ味が悪くなり、本当に嫌いな人物に就いては何も語らない。関係者の余計な思い込みが原因で綺麗に憑き物を落とせないこともあり、木場が暴力をふるいがちだと知りながらナイーブな内面を慮って隠し事をするため、却って彼の暴走の原因になることもある。また、基本的に出不精で休みの時は大概書斎に籠っているが、興味のある本が見つかったと聞くと大層喜んで足を運ぶ。これは郵政省を信用しておらず、郵便事故が起きるのを危惧しているからでもある。
憑き物落としの手法は、心と緊密な関係を持つ器官であり外からの情報を検閲処理する脳と、物質の時間的経過そのものとも言える記憶の集合である心について、その関係を一旦反故にして正常に繋ぐのが基本で、お互いに見えるものを見ずに、見えないから存在しないと思っている者達（宗教者と無信心な科学者など）の橋渡しをしている。その為には経文、祝詞、科学用語などの中から相手が一番解る言葉で語る必要があり、相手の置かれている環境や性質などを知らないとできないので、事前に綿密な情報収集を行うことを重視する。謎の解明はせず、謎に対する解答を出すのではなく、謎の方を一般の人間に解るレヴェルまで解体し、社会と世間、世間と個人の関係といった現実を一旦反故にして、謎の謎たる背景を揺さぶって関係者の世界観を破壊、事件の起きている場そのものを複数同時に解体して、個々の事件を限りなく無効にしてから、謎自体が無効化してしまうような状況を造り出して再構築し、世間と社会を個人個人に組み直して事件を全く別なものに変質させ、関係者個人に直接社会を見せ付ける。結果的にいいように収めているだけで、収まるところに収まれば、解決しなくても構わないと云うスタンスであり、事件解決自体に興味はない。最初はまるで脈絡がなく善くは解らないが、聞いていればそのうち解るというような話し方をする。常々犯罪者は特別な人間ではないと発言し、どんな悪党にも紳士的で、蟠った関係を修復するために事件に名前と形を与えて関係者全員から祓い落し、事件自体を無効化する方法を採る。
事件解決に暗躍する役どころながら積極的に干渉することを好まない。主体と客体を明確に分離することは出来ず、観測行為自体が対象に影響を与える以上、正しい観測結果は観測しない状態でしか求められないので、観察者は観察行為自体を事件の総体として捉えなければならないと弁えているため、事件に於ては常に傍観者であることを貫く。慎重すぎるほどに慎重な性格で、嫌がる割には結局事件の解決に引っ張り出されるものの、基本的に最初から関わることはない。妹の敦子に言わせれば、「兄が出張るから解決するのではなく、解決の目処が立ったからこそ兄が出張る」ということらしい。また、時間は正確にが信条で、特に仕事の時は前倒しを基本としており、物心付いてから寝坊したことは一度もない。
自分の言葉がどれだけ凶器になるかを弁えており、犯罪行為を容易に隠蔽できるので、遵法者たらんと厳格に自戒し、直接間接を問わず、自分の行為によって犠牲者が出ることを好まない。間違ったことを云うのが嫌いなので、間違う惧れのあることは口にせず、意見が持てる程の情報を得ていない時は何も云わず、証明するだけの論拠に乏しい結論や、構成する要素に不確定なものが含まれる推論の場合、仮令それがどれだけ整合性を持った解決を示唆するものであってもまず以て語ることはなく、公にすると事態が悪い方に転ぶ場合や誰かが僅かでも実害を被る場合、話しても無駄な場合も口に出さない。スピンオフ作品『百器徒然袋』シリーズでは榎木津の来訪を察知して思わずどもったり、安易に唆される、人を馬鹿にして遊ぶなど本編に比べて腰が軽い面を見せる。『今昔続百鬼-雲』では大笑いしていたこともある。
古本屋を開業する前は高校教師で、将来を嘱望された結構有能な教師だったが、「好きなだけ本が読める」という理由から転職を決意。商売に身を入れる様子は皆目見受けられないが、理由なしに店を休むことも滅多にない。
榎木津・関口とは旧制高校時代からの腐れ縁。個性の強いキャラクターたちのまとめ役的存在であるが、自身も相当の変わり者である。
肉体労働を嫌い、本人曰く「14の時に力仕事をしないと誓った」とのことで、関口の表現では「筋も骨も無いほど痩せている」。身軽で体幹自体は弱くないが、非力。痩身だが甘いもの好きで、干菓子などを好んで食べている。酒は飲めない。整理魔なのできちんと収納して散らかすことはないが、字が書いてある物なら走り書きや割り箸の袋のような紙屑だろうが何でも取っておく悪癖もある。
戦時中は陸軍に徴兵の上、内地に配属され、巷に「匣館」と呼ばれる登戸の公式記録にはない「美馬坂近代医学研究所（帝国陸軍第12特別研究施設）」の2階の部屋を宛がわれ、堂島大佐の部下として神国・日本が勝利した暁には異教徒を国家神道に改宗せねばならないと「宗教的洗脳実験（強制改宗）」の研究をさせられた。なお、洗脳実験はあくまで建前で、本来の目的は記憶・認識・意識とは何か、我々は何に依って我々足るのか、我々は如何やって世界を認識するのかについての研究であり、美馬坂幸四郎の研究を補完し対をなす形で企画されたものだった。最終階級は少尉。自分自身のことを語りたがらない彼において最も思い出したくない忌まわしい過去であり、『魍魎の匣』で最後の最後まで貝のように口を閉ざすもバラバラ殺人事件の犯人である久保の両腕・両脚が発見されるに及んで、いつになく重い腰を上げたのだった。学生時代は肺病患者のような風貌で不機嫌な表情をしていたが、その不健康な顔色から従軍しなかったという誤った認識を周囲に抱かれていた。
下北半島出身。父親は宣教師で、幼少時は恐山の祖父母の下で育ち、家業は父方の祖父から継いだ。家族は、後述する妻の千鶴子と、実妹の敦子。飼っている猫の名前は石榴。家には季節関係なく一年中吊してある風鈴がある。
関口 巽（せきぐち たつみ）
声 - 木内秀信 / 西地修哉 / 演 - 永瀬正敏（姑獲鳥の夏）・椎名桔平（魍魎の匣）
小説家。中禅寺の学生時代からの親友だが、中禅寺からは「ただの知人」であるといつも強調される。
かなり小柄で姿勢が悪く、髭も濃く、指猿のような洋猿に似た無骨な猿猴面をしているが、睫毛だけは長い。学生時代は鬱病に悩まされ、現在も完治には至っていない。臆病で気が小さく、時に場面緘黙症（ばめんかんもくしょう）になるほどの対人恐怖症で常に精神不安定。大変な汗っかきで、文字通り滝のような汗をかく。コンプレックスの塊で人一倍劣等感が強いと自認しているが、やや自己愛の強い人格で、惨劇等のつらい記憶を早く忘れようとするため、好意を抱いた相手のことも忘却の彼方に振り捨てようとする。その上、記憶の整理が出来ない上に整頓もしないので、若年性の健忘症を疑うほどに物忘れが酷い。また噂などを鵜呑みにし易い面もあり、怪異の影響を受けやすく、精神的に危うい。処置を施すまでもなく簡単に宗教に取り込まれてしまう自覚があるため、宗教的なものを一切敬遠している。
一人称は「僕」、モノローグは「私」で区別されている。榎木津からは「関」「猿」など数々の不名誉な仇名をつけられている。第1作『姑獲鳥の夏』では最初から最後まで通じて語り手を務めており、以後の作品でも語り手役となることが多い。捜査能力も推理能力も皆無で探偵的資質を持たず、作中では二人の天才肌の友人に挟まれた気弱な凡人として翻弄される。
理系学生で本来なら徴兵を免れるはずだったが、何かの手違いで赤紙が届き、前線送りとなった。学徒出陣であったため将校として一小隊の隊長となり、部下の1人に木場がいた。小隊は、彼ら2人を残して全滅した。生還後、大学で粘菌の研究を行っていたが、生計が立たなくなったので結婚を機に昭和25年から文筆業に移行。中禅寺敦子の口利きで稀譚舎の文芸誌に稿を寄せる一方、別名義の「楚木逸已（そきいつみ）」でカストリ雑誌にも投稿している。斯界では新人扱いで、経験も浅く、知名度も低い。文士の癖に文壇とはまるで疎遠で、懇意にしている小説家は一人もいない。小説の単行本は1冊のみ刊行されたが、好事家にしか話題になっておらず、経済的には常に困窮している。ジャンルは私小説で、自らが経験した事柄をベースに書いているが、途中で文体が壊れて行くために、世間では幻想小説という評価がなされている。カストリに記事を書く際は、昨今流行りの〈秘め事〉〈性の告白〉の記事は苦手なので、専ら少し流行遅れの〈怪奇〉〈猟奇事件〉の類を書いている。
共産主義者でこそないが、出征前にはこっそり共産党宣言を読んでいたこともあり、恐ろしく合理主義を嫌う体質で、権力者が嫌い。差別に対して人一倍敏感だが、陰惨な事件に遭遇すると、犯罪を穢れとして祓い落とし日常に戻ろうと無自覚に差別主義的な発言をしてしまうことがあり、理解できないことを一時期ペテンと連呼し、自身も鬱病に苛まれながら他の精神を病んで犯罪を犯した人間を分裂病的殺人者（サイコキラー）呼ばわりして京極堂に厳しく叱責された。京極堂と敦子の会話がお互いに皮肉ばかり言うため、情報を求めても渡らないと誤解したこともあった。
論理的な考え方や理性的に首尾一貫した行動は出来るが、話術の才能は皆無に等しく、話し方が稚拙で説明も下手であり、理系の割に云うことが文学的なので話が伝わり難い。口調は丁寧だが、口を余り開けずに喋る所為か、発音が不明瞭で声量も不安定、語尾が尻すぼみになるので聞き取り悪い。愛想は悪くないが要領が悪く、おどおどしていて煮え切らない態度を取る、卑屈で覇気がない、他人に不安定な印象を与える身体的言語表現を多用する、と云った欠点があり、規律に煩瑣い者達は不愉快に感じて疎まれやすい。正直そうだが間違いに気付くと嘘を吐いて誤魔化し、悪意はないが取り繕うために適当なことを云う。その上、小心者の癖に結構卑怯者なので、安易な道を選択する。細やかな意志伝達が苦手で、押しに弱く、厭なことを決然と厭だと云うことができない。ただ、度胸がないから温順しく見えるだけで、内面は意外と兇暴。榎木津や鳥口のように飄々として妙に明るい人種に引き摺られる習性がある。
人に優っているのは粘菌や茸の名前を多く知っていることくらいだと思っているが、病歴の関係から神経科学や精神病理学、心理学の知識を持ち、また小説家であることから文化的な情報にもそれなりに詳しい。食生活は貧しく味音痴なのに妙に食道楽振っているので、料理に関する蘊蓄も豊富。なお世話になった教授の奨めで研究室に残っただけなので、そもそも粘菌が好きという訳ではない。榎木津に強要されたお蔭で、ベースギターを弾くことができるのだが、音痴な上にリズム感が全くない。他人の何倍も読書欲はあるのにも拘らず本に対して執着がなさ過ぎて、買った本の8割を売ってしまうので、中禅寺には「君のように不熱心な読書家を知らない」と非難されている。察しが悪く、腹芸が通じないことで有名。
既婚者で妻は雪絵。自宅は中野駅から徒歩20分ほどの位置で、京極堂までも30分とかからない。教師の両親と弟が健在だが、縁が薄いらしく未登場。曽祖父の半次郎は羽振りのいい漁港の網元だったが、今は亡き祖父が信心に入れ揚げて身上を潰してしまった。実家は日蓮宗だが自身は無信心で、かといって科学の信奉者という訳でもない。子供自体は嫌いではないが、自分の遺伝子がひとり歩きして別個の人格を成すと云う事象に生理的な恐怖を覚えるので、子孫を残すことに執着する気持ちを理解できない。人は好きで、心が弱いので積極的に関わりを持ちたいと思っていて、他人の手を借りなければ生きていけないことも承知しているが、慈しみが苦痛になり人間関係を重く感じて繋がりを断ち切りたくなる瞬間がある。育ててくれた親に対する感謝の気持ちもあるが、濃い血縁の者が生きて存在すると云う事実自体が耐え切れない程に重く感じるのが、親族と疎遠になっている原因である。
世の中の不幸を一身に引き受けてしまったかのようについていない人物で、一般人でありながら幾度となく災厄に見舞われては、その度に容疑者にされる。一度引っ掛かると蜿蜿と引き摺る性質なこともあり、面倒な事件の渦中に半ば望んで身を投じる癖があるため、「深い穴を見つけるとわざわざ覗いて堕ちるタイプ」「他人の不幸を我がものとする能力に長けてる」などと評される。自分が心の病だと云う認識もなく体質だと高を括って生きて居たが、雑司ヶ谷の事件以降幾つかの悲劇の渦中に身を置いたことでようやく明瞭に鬱病だと認識して精神が乱れ崩れ、冤罪による逮捕で厳しい尋問を受け一度は廃人同然になる。仲間内では祟られているのではないかとまで云われていて、本人にも自覚があるので自嘲気味に認めている。
榎木津 礼二郎（えのきづ れいじろう)
声 - 森川智之 / 立花慎之介 / 演 - 阿部寛
「薔薇十字探偵社」の私立探偵。中禅寺と関口の旧制高等学校の一期先輩であり、木場の幼馴染。関口と対照的に躁病の気がある。
眉目秀麗、頭脳明晰、運動神経もよく、絵を描く技術も一流、音楽も好きでどんな楽器の演奏も得意、喧嘩も強いうえ、旧華族のやんごとない生まれという一見非の打ち所のない人物。だが、本人はあらゆる社会的地位に無頓着で、自身は神の子であり探偵は神の就くべき天職であると豪語し（誇示しているわけではなく素直にそう思っている）、中禅寺兄妹及び中禅寺と関口の妻以外の周囲の親しい全ての人間を「自らの下僕」と標榜し、時として面白いものを子供のように追究する天衣無縫な変人。事件関係者は敵も味方も双方酷い目に遭わされ、京極堂によると「関わると物凄い勢いで馬鹿になる」という。しかし、親しい関係者を「下僕」と称しつつも内心は信頼して友情を大切にしている部分があり、人の道に外れた者には声を荒らげて激怒するなど真っ当な面も持っている。
社会人としての適性には欠けており、才能、学力、容貌、財力など、凡人には手に入れたくても手に入れることの叶わぬ類のモノを湯水のように無駄遣いしている。厭なことはせず、肚が立てば暴れ、面白ければ何度でもやると云う、子供のように素直な人物で、帝王学を学んでいるせいで生まれてから一度も反省したことがなく、他人に迷惑しかかけない上に自分が困ることは全くない。物ごとを他人に順序立てて説明することなどなく、話したいことだけは一方的に話し、退屈になれば寝てしまう。人目を気にせず傍若無人に振る舞えるのは、他人のことなんかどうでもいいと思っている代わりに、他人が自分をどう思っていようが関係ないと肚を括っているからだとされる。また、『姑獲鳥の夏』『絡新婦の理』の時など探偵業務でも普通の受け答えをこなすことがあり、いつもの奇矯な姿を見知っている者からは非常に驚かれている。
一応「探偵」ではあるが、探偵とは秘密を探る者で、調査や統計や推理や説教をするものではないと認識し、「捜査は下賤の存在が行うもので、神たる自分には必要ない」として捜査を行わない。事件が起きて現場へ来るよう依頼されても、一応は出向いて現場の観察もするが、事務的捜査や推理はほぼ皆無に近く、その癖後述の特殊能力や聡明さ・他人に興味を持たない性分のおかげで、依頼者の話を聞かないうちから唐突に犯人や探し物の位置などの正解を語って「解決」してしまう。記憶の時系列とその記憶を見た時の時系列が食い違っているのを無視して言い放つため、最終的には解決に至るものの途上の混乱の原因にしかならない。そのため、関係者は全く展開についていけない。探偵は主役として遍く事件の中心に立つ必要があり、事件の真ん中から犯人を追い出して解決したことを天下に知らしめなければならないと考えており、探偵には真理あるのみとして、事件の渦中に飛び込んで大暴れし事件の構造を破壊することで解決へと導く。真相を見破ることに関してはほぼ確実なので事件の解決はするが、根回しや後始末が大嫌いで、事件や揉め事を収拾する能力は皆無。そういったこともあり周囲の人間からは「榎木津に依頼をしても被害者が増えるだけ」などと評されるが、世間一般での評判は「数々の大事件を解決した名探偵」とのこと。また、事件の謎が解明されていなくても、自身が依頼された点だけ解き明かせば平然と「僕の仕事は終わりだ。解決した」と公言し、反論されても「別物だ。依頼は事件の謎の解明じゃない。混同するな」と陽気に一喝してしまい、良くも悪くも警察の捜査への介入など一切しない。
一企業の長として身を立てた傑物・榎木津幹麿・元子爵を父に持つ。このため、榎木津自身もやんごとなき身として扱われることが多いが、自分と云う看板一枚で世界と対峙し、半ば強引に社会や世間や個人を捩じ伏せるように生きているため、当人はそれを非常に迷惑がっている。実際、父も変わった人物で、本人は父の方が変人だと思っている。商売に成功している総一郎という兄がいて、性格はまるで違うが兄弟仲は良い。母の実家は今出川家といい、一族には、会計士の資格を持つ従兄の欣一（きんいち）、元宮内省の侍従職事務主管で演劇史の研究家でもある祖父の広彬（ひろあきら）がいる。
幹麿に生前分与された財産で神保町に貸ビル「榎木津ビルヂング」を建て、そこを事務所兼住居としていて実質的な生計はビルのテナント料で立てている。実家から世話役として遣わされた安和寅吉という青年、探偵助手の益田と3人で探偵社を運営している。ただし、自身は依頼をまともに取り合わない上に支離滅裂な言動で依頼者を混乱させるため、探偵の依頼はほとんど来ない。暇な時は寝ているか、事務所の3人で話しているかのどちらかである。金がないことが苦労だと思えない性格で、本当に食うに困る程の貧乏はしたことはないが、不思議に貧乏が寄って来ないので何とかなっている。しかし、財界の著名人が関わる事件を幾度も解決に導いたとされているため、上流階級の間では知名度が高まっている。
実は極度の弱視であるが、代わりに「他人の記憶が見える」という特殊能力（体質）を持つ。これにより他人の隠し事を即座に見抜き、意識の舞台に上って来ないだけで脳自体は知っている「もの忘れ」や「失せ物」を言い当てることも得意とする。ただ、得られる情報は視覚的なものに限られており、音や匂いや時系列の関係性、思考や思い入れなどは一切把握出来ない。感覚的にはシャルル・ボネ症候群に近いとされ、普通に日常生活を送れているのは、人一倍聡明で学習能力が高いからであるが、超能力だと割り切ることも、拙い現代科学に委ねることもできず、内面では秩序を獲得するために混沌を許容する矛盾を抱え込んで生きている。この能力が奇矯さに拍車をかけた原因でもある。この能力は子供の頃からあったが、戦争中に照明弾を受け左目の視力を大幅に失って以来、更に強くなったという。幼少期は他人と異なるものが見えることに戸惑い、周囲の者に相談しても解答が得られなかったが、学生時代に初対面の中禅寺にいきなり見抜かれた過去を持つ。なお、弱視なのに何故か運転免許を所持しており、技量は人並み以上なのだが車の扱いが酷く乱暴なので同乗者は肝を潰す思いを味わう。
興味がないモノに就いては幾度反復しようと全く反応せず、他人の名前は百万遍聞いても憶えない。そのため、付き合いの深くない相手を適当な（間違った）名前で呼ぶ。が、『百鬼徒然袋-風-』・『邪魅の雫』では全員のフルネームを覚えてる点もあることから自身の気持ちに影響されている。また、親交の深い相手でも縮めたり愛称で呼ぶことが多い。京極堂や関口には「榎さん（エノさん）」と呼ばれる。
好きなものは猫と赤ん坊で、人間と違って姿がはっきり見え、触ると感覚が同調していることを確認できて安心できたので、幼い頃から大抵の動物が好きだった。魚も好きで飼いたいとの記述もある。苦手なものは一番目が竃馬（カマドウマ）で、二番目が水気のない菓子（クッキーや最中など）、三番目が依頼人の話を聞くこと。見た目が西洋風なのでよくクッキーなどを出されるそうで、それをよく愚痴る。
差別意識で他人を侮辱する人間を嫌う。美貌と地位のために学生時代から女性に非常に持てていたが、性格と言動のせいでほとんどの相手と長続きしなかった。また、昔オカマに言い寄られたことがあるようでオカマも嫌いである。
旧制高校卒業後は東京帝大の法学部に進学し、優秀な成績を修めた。戦中は海軍将校であり、誰も思い付かないような作戦を電光石火の早業と抜群の行動力を以て実行する、「剃刀」と渾名されるほどの名将であったという。だが軍事の合間に新しいゲームを考案しては部下達に散々付き合わせるなど現在と変わらずの天衣無縫振りだったらしく、伊佐間や今川はかなり酷い目に合わされていた。
終戦の数日前に照明弾の閃光を浴びて左目の視力をほとんど失い、右目であるものを、左目でないものを視るしかなくなった。終戦しても復員兵たちの地獄絵図のような不愉快で不条理な体験ばかりが眼に映り、苦痛を感じていた。復員後は雑誌や新聞の図面描きをしたり、兄の経営するジャズクラブでギターを弾いていたが、そこでも他人の記憶が流れ込んでくるのが厭になり、長く続かなかった。昭和25年秋、昼寝をしに訪れた京極堂の座敷で中禅寺、関口と話している最中、視たものをどう感じるかは自分次第であり、世の中は面白く出来るのかもしれないことに気付き、探偵になることを決めた。因みに「薔薇十字探偵社」という社名は榎木津が探偵をやろうと思い立った際に、たまたま中禅寺が「薔薇十字の名声」を読んでいたことから名付けられた。
『百器徒然袋』シリーズでは主人公。作者によると、礼二郎の思考が突飛すぎて、一人称主人公にはできないという。短編『目競』（『百鬼夜行――陽』）でも主人公となる。
中禅寺 敦子（ちゅうぜんじ あつこ）
声 - 桑島法子 / 降幡愛 / 演 - 田中麗奈
中禅寺秋彦の妹。中堅出版社「稀譚舎（きたんしゃ）」が出版する科学雑誌「稀譚月報」の記者。『姑獲鳥の夏』時点で勤続2年目。
兄である京極堂（秋彦）とは一回りほど年が離れており、また詳細は不明ながら幼い頃より千鶴子の実家に預けられて育ったため、同じ環境による影響で千鶴子の実妹だと誤解されることが多い。兄とは憎まれ口を叩き合う仲ではあるが、初めて会ったのが物心ついてからであるためか少し距離感を与えるところもあるらしい。憎まれ口を叩き喧嘩しても常に負けるが、兄を信頼していてよく相談する。兄の京極堂（秋彦）も、「男のようなじゃじゃ馬」とよく言いつつも変な男性が近づくと睨みを効かせる。高等女学校までは兄夫婦と同居していたが、卒業後に自活を始め、自力で学費を貯めて独学で大学に入学するが、つまらないといってすぐに中退している。就職後は世田谷区上馬町にある戦後に変死した画家がアトリエとして使っていた事故物件に住んでいる。
活動的な服装を好み行動力もある性質で、出不精な兄とは似ても似つかない。兄に頼まれて外で情報収集をすることが多い。京極堂（秋彦）が評するように一見すると男子のようだが、その立ち振る舞いや雰囲気は女性特有のものである。しかし、観察力に優れて好奇心旺盛な面や論理的思考を偏愛する点など兄妹といえる部分もある。関口とは対照的に、相談ごとの受け答えも達者で推理力や洞察力もある。ただ、謎は解明できても、事件を解決して収めるのは苦手。善悪好悪優劣に拘らず、間違っているものや筋が通っていないものを許せない性分であるが、時折良くない予想が補完されるような事実に辿り着いて厭になることもある。
正しさに拘泥するあまり極めて慎重で、他人の意見を尊重しがち。思慮深く理知的である反面、直感では動かない。理を求めてものごとを見据え、極めて現実的な処に軸足を置いて真理を見上げ、そこに至る道を模索していると例えられ、理性を重んじ、理を覆う思い込みを極力取り払うように心掛けて世の中の真実の色を見ようとしている。知的好奇心を刺激するようなネタが大好きで、それさえ満たせばネタ自体の傾向は何でも良く、下ネタやグロネタでも学際的な香り漂う記事に変容させて雑誌に載せてしまう。煎じ詰めると論理的でなくなる霊魂や超自然をどうしても肚の底から信じることができないが、科学の信奉者でもないので、科学から逸脱した説明だろうと納得できるだけの論理的整合性を持っていれば、榎木津の特異体質のように荒唐無稽なものでも信じてしまう。
明るく利発な性格からか、鳥口、青木の2人から密かに慕われているが、2人とも兄の存在を恐れてもいる。また、兄の友人である多々良の担当編集を務めている。
『今昔百鬼拾遺』シリーズでは主人公。
木場 修太郎（きば しゅうたろう）
声 - 関貴昭 / 星野貴紀 / 演 - 宮迫博之
刑事。榎木津の幼馴染で、関口とは戦時中同じ部隊だった。初登場時は東京警視庁捜査一課所属で、階級は巡査部長。本庁勤務以前は豊島区の池袋署に配属されていた。その後、何度か後述の暴走癖により処罰され、『塗仏の宴』で民間人を囮に宗教団体に潜入して管轄外の静岡県で大暴れしたことにより警察官服務規程違反を犯して減俸降格処分を下され、巡査として麻布署に転属している。
戦前からの職業軍人で、大戦を経てなお時代劇のような勧善懲悪を求めて刑事となる。信念のためとはいえ何かと暴力をふるうため、職業的規範を逸脱してたびたび暴走する無頼漢。余計なことを言ったり暴力沙汰に及ばなければ穏便に解決したはずのこともあったが、こいつならやりかねないという思い込みで暴力沙汰に及んで台無しにしてしまう。守ろうと決めても相手の心情を考慮せず、自己満足のために全力を尽くして守るべき相手を結局は守れずに終わる。同じく捜査一課所属の青木の先輩であり、相棒でもあったが、『魍魎の匣』の暴走が原因で長門を相方に変えられた。
榎木津と共に鯨飲の酒豪であり喧嘩好き。また榎木津とは喧嘩友達でもあり、彼らが喧嘩するのは「挨拶みたいなもの」らしく、何も考えず無礼講で気楽に付き合える腐れ縁である。京極堂と関口は「木場の旦那」と呼び、警視庁時代は「鬼の木場修」、麻布署では「（武士の）武っさん」と称されている。
鰓が張った四角ばった顔で、榎木津から「箱」・「下駄」・「四角」などと呼ばれる。几帳面で執念深くて打たれ強く、細かいことを覚えている。現場百辺の信念で身体を張って捜査し、劇的な捕り物による一件落着や簡潔な善悪の二項対立を理想としている。いかつい強面で経歴から想像されるとおりの豪傑であるが、刑事然とした外見や粗雑な言動・態度と裏腹に、本質的にはナイーヴな性格である。子供の時分は絵を描くことを好み、警察手帳にはファンである女優の美波絹子の写真が挟んである。趣味は映画鑑賞で、面白ければ洋画だろうが邦画だろうが何でも善く観るが、取り分け陳腐な勧善懲悪の時代劇映画を好む。また戦国武将も好きで、好んで合戦の本を読む。
端的に云うと天邪鬼な性格で、狂おしい程に原理原則を欲している癖に、悉くそれらを否定したいのだと思い込んでいて、理屈が嫌いなのではなく、他人の構築した理屈を認めたくないだけであり、理論化を拒む振りをして自分なりの理論を構築している。標的と定めたものが具体的である程に能力を発揮出来るタイプで、刑事としての嗅覚や選定眼は確かであり、的外れな行動をする訳でもないので、常に真相に肉薄しているのだが、大勢に与せず単独行動を執るせいで核心に行き着くことが出来ず、事件後には処分されてしまう。行動を読めないところがあり、敵う筈のない強敵に出合うと異常に駆り立てられて、正義や信念が逸脱した行動として発露し、その度に酷い目に遭うので、側から見ればドン・キホーテのような道化に映る。所謂刑事の勘などは全く信用していないが、長年胡散臭い場所に出入りして培った己の嗅覚は或る程度信用している。
几帳面だが無頓着なので私生活は滅茶苦茶。くだらないことに金を使うせいで貧乏で、下宿先では食事が出ず自炊もしないので喰うや喰わず、仕事で無理をしては酒を浴びるように飲む、と云う不健康な生活を送る。整理整頓は得意なので一見部屋は綺麗だが、分別した塵芥を捨てそびれたり、何故必要なのか判らない変なものをきちんと取っておいたりする。
冗談が利き容貌のわりには話術も巧みで聞き上手なので、水商売の女性からは人気があるのだが、貼ってあるレッテルが取れた女との恋愛に苦手意識があり、性的には正直なので女遊びは一人前にするものの、恋愛として異性（性別）を意識した途端に固まってしまう。
根っからの江戸っ子。実家は小石川で石材店を営み、両親や妹夫妻がある。就職時は実家住まいだったが、警視庁への異動時から小金井の親戚宅で下宿生活。昭和28年初めに父が脳溢血で倒れ、『塗仏の宴』にて母と妹が詐欺の被害に遭い、その後は疎遠になっている。
戦中は南方に派兵され、経験薄く及び腰の上官関口を放っておけずに面倒を見て、結果的に2人だけ生還した。思い悩み閉じ籠もる人種は積極的に嫌いなのだが、関口だけは何故か見捨てられず面倒を見てしまい、終戦後も腐れ縁が続いている。戦中の階級は軍曹。
初登場は『夏』。『匣』『碑』では主役級となり、『夢』『理』『宴』などでも主要人物となる。
青木 文蔵（あおき ぶんぞう）
声 - 諏訪部順一 / 演 - 堀部圭亮
東京警視庁捜査一課の刑事。階級は巡査。『塗仏の宴』での行動により、小松川署管轄内にある江戸川縁の派出所へ左遷されるが、『邪魅の雫』での活躍もあり、半年も経たずに警視庁捜査一課一係に復帰した。
木場の池袋署勤務時代からの元相方であり、先輩にあたる木場と彼の刑事としての理念を敬愛している。単独行動を取りがちな木場と対照的に控え目で優等生然としているが、必要と判断すれば遺憾ない行動力を発揮する。激昂した木場を目前にしても怯まぬ精神力を有している。
性格は実直で真面目、優しく礼儀正しい。我を張ることが少なく上司に好かれる性質。木場には経験の浅いひよっこ扱いされているが、いざというときは体を張って戦うことも辞さない勇敢さも持ち合わせ、内心には高く評価されている。外見は頭が大きく童顔で、榎木津をはじめ多くの人から鳴子の小芥子のようだとも言われる。子供っぽい外見でどうにも青臭さの抜けない学生のような印象を与え、貫禄はないが、実は骨があり結構頑丈。酒は好きだが酷く弱く、すぐに前後不覚になり記憶が飛ぶ。親子だから同じ仕事に向いているとは限らないと考えているので、一部の業種を除いて世襲と云う在り方には疑問を持っている。
実家は仙台の近くで親は健在。現在は独身寮を出て水道橋で下宿している。
矢鱈と生真面目でどちらかと云えば晩生な性格。敦子に対して好意を持ち憎からず思っているのだが、内面に深く立ち入りたくないとも思っていて、伊豆の騒動で内面を覗いてしまったように錯覚し、その背徳さから距離を置いた関係が好ましいと感じている。
戦中は海軍の特攻隊に配属されていた、俗に云う特攻崩れで、突撃前に終戦を迎えたため生還している。武道の腕は警官の嗜み程度。
創作では鳥口・益田と一緒に「三馬鹿（組）」とまとめられることが多い。
木場に伴い初期から登場しており、『雫』では主要人物となる。
鳥口 守彦（とりぐち もりひこ）
声 - 浪川大輔 / 演 - マギー
赤井書房の不定期発刊のカストリ雑誌「月刊實錄犯罪」の編集記者兼カメラマン。「實錄犯罪」は関口が別名義で執筆する主な掲載誌でもある。中禅寺敦子とは同業で、関口を通じて知り合ったのち、カメラマンとして取材に同行するなどしている。福井県の名田庄村出身。荏原にある支那蕎麦屋の上階に下宿している。元は写真家志望だった。
軽快で嫌味のない性格だが、やや粗忽なところがある。だが、根は真摯な青年で、飄々としているようで憤る所では憤ることが出来る。惚けているようで話の呑み込みは早く、京極堂を感心させ「カストリ雑誌の編集者にしておくには惜しい逸材」と言わしめた。
方向音痴と云う訳ではなく、土地鑑もあり、距離感覚もそう狂っていないのに、何故か見事に道を間違える。間違った諺や慣用句の類を多用する癖がある。筋金入りの快眠自慢で、誰よりも寝つきが好く、劣悪な環境下や凄惨な事件の渦中であろうとも、睡眠だけは確実に取ることが出来、寝る気になれば誇張ではなく逆立ちしていても熟睡出来る。夜には滅法強く2日3日徹夜が続いても平然としているが、一度寝付いてしまうと大概のことでは起きず、仮令起きても二度寝して、1日や2日は平気で眠っている。
また割と大柄で「人間三脚」を標榜するほどの屈強な体格。両目の間が詰まり気味だが、それなりに二枚目。鼻先が尖っているためか、容姿は橇犬（ハスキー）や樺太犬に例えられる。
中禅寺を「師匠」、関口を「先生」、榎木津を「大将」とそれぞれ呼称。口癖は「うへえ」という意味の良くわからない感動詞で、事あるごとに口にしている。
敦子に対して好意を持っているが、惚れていると云うより憧れているので恋愛の対象にはならず、男女の枠を超えて居心地の良い相手と認識している。
戦中は陸軍に配属された。
創作では青木・益田と一緒に「三馬鹿（組）」とまとめられることが多い。
初登場は『匣』で、『檻』でも主要人物となる。
益田 龍一（ますだ りゅういち）
初登場（『鉄鼠の檻』）時は国家警察神奈川県本部捜査一課刑事。その後『絡新婦の理』で刑事の職を辞して薔薇十字探偵社に入社、榎木津に弟子入りして探偵見習い（助手）となり、『鵼の碑』以降は主任探偵を名乗る。
薔薇十字探偵社は、失物探しや素行調査など、地道な一般的探偵業は益田しかしていない。普通の探偵仕事で得た収入をそっくり事務所に入れ、そこから月々の給金を適当に捻出している。
基本的には生真面目だが、シャイ且つ露悪志向があるので敢えて軽薄な表面を作って振舞い、真摯さを韜晦するかのように戯ける癖がある。正直者なので嘘や出鱈目は云わないが、演出が過剰で、座持ちをするために余計な軽口を叩き続けて脱線することが多いので、話が本題に入るまで結構時間がかかり、本題と無関係な長話を嫌う榎木津からは度々駄目出しされる。本質は思い悩む性格をしており、肝の細いと云う点では関口以上の小心者で、腕力も闘争心も根性もなく弱い。余計な先読みをして自ら出鼻を挫くような性質がある。小心者なのですぐに迎合しようとし、挙動が不審な上に尋いていないことまで饒舌に話すせいで、弁明染みて何か隠しているように見える。ただ、戦争反対主義者であるため、右翼思想や国粋主義には同調出来ない。隠し切れないことは無理に隠さず、徹底的に暴力が嫌いなので喧嘩はせず、怒られれば間髪を容れずすぐさま謝る。外見を軽く見せるためか、上京してから前衛詩人のように前髪を長く伸ばしている。唯一誇れるテクニックは卑屈な姑息さで、その場凌ぎの技量は大したもの。
「箱根山僧侶連続殺人事件」では山下警部補の配下として最初から捜査に参加していたが、事件が有耶無耶のまま幕を閉じた失態の責任を取らされて、減俸の上、防犯課に回される。刑事は尊厳ある立派な職務だと確信しているものの、法の番人や公僕としての高邁な志を持ったことがなく、社会と云う高処から事件を見ることが出来ず、箱根の事件を経て秩序と正義の根幹にあるべき社会認識が揺らぎ、警察側の理屈が自分には合わないことに気づいてしまい、事件後半月も経たずに神奈川県警を退職し、やることは似ているが大義名分が不要で商売として割り切れる探偵になることを決意して、薔薇十字探偵社の門を叩く。公務員から社会的な信用のない探偵になったことについて、周囲のほとんど全員から考え直すべきだと忠告されているが、本人の意志は固い。
探偵助手の身でありながら榎木津に数々の有難くない二つ名（益山、マスカマ、カマオロカなど）を頂戴しており、まともに本名を呼ばれることがほぼない。
幼い頃は貧しかったが、都会志向の父親の影響により、神奈川の紛乱した街中でややモダンな生活をして育った。鍵盤楽器の心得があり、これが探偵社採用の決め手になった。
創作では青木・鳥口と一緒に「三馬鹿（組）」とまとめられることが多い。
『檻』『理』『百器』『雫』などの主要人物。

### 家族
中禅寺 千鶴子（ちゅうぜんじ ちづこ）
声 - 皆口裕子 / 茅野愛衣 / 演 - 清水美砂
中禅寺秋彦の妻。中禅寺の大学卒業と同時に結婚した。西洋風の美人で淑やかな性格だが舌鋒は鋭く、夫を「仏頂面の石地蔵」「しようもないことをするマトモじゃない人」と言い放ち、中禅寺を言い負かす事が出来る唯一といえる人物である。
実家は京都で和菓子屋「京極堂」を営んでいる。結婚後も実家の手伝いのため度々京都に帰省している。
骨董は判らないが陶器は好きで、「瓶長」事件が契機となって陶芸を始めた。
関口 雪絵（せきぐち ゆきえ）
声 - 本田貴子 / 演 - 篠原涼子
関口巽の妻。2歳程年上の夫の事は「たつさん」と呼んでいる。鬱病の夫を温かく見守る包容力ある女性。ただ、どこか寂しげである。東京生まれの、本人曰く3代続いた江戸っ子で、潔い性格をしている。
中禅寺の妻・千鶴子とは連れ合って映画を観に行ったりする程仲が良い。
石榴（ざくろ）
中禅寺秋彦の飼い猫。あくびをすると柘榴のように見えることから名をつけられた。中国の金華の猫らしい。中禅寺曰く「化けると云われたから買ったのに全然化けやしない」とのこと。愛想は悪い。また、邪険に扱われている割には主人（中禅寺）以外にはなつかない。
榎木津 幹麿（えのきづ みきまろ）
榎木津礼二郎の父。元子爵。65歳。耳が大きく額にほくろがある。貿易会社「榎木津グループ」の会長で、幾つもの系列会社の会長や取締役と云った名誉職を兼ねる悠々自適の身分。また、博物倶楽部の副会長も務める。政財界など、日本のあらゆる権力に対して力を持つ名士で、金も手下も腐る程持っているが、礼二郎に負けず劣らずの奇人。
徹頭徹尾酔狂な性質で、常人離れした無類の趣味人。ただ博物学に興味があるだけの人物で、政治にも経済にもまるで興味がない。大の虫好きで、虫を取りたいがために会社を爪哇へ海外進出させた程だが、結果的にはそれが功を奏して財を為し、他の華族と違い戦後に凋落することが無かった。螽斯（キリギリス）を採集して自宅の温室で越冬させるのが趣味。社長室では亀を放し飼いし、椰子蟹も飼育している。浮世離れしている割に利に聡く機を見るに敏であり、軍需産業には一切関わらず、財閥解体政策が行使される前の戦時中から色々と分割して榎木津財閥を自主解体し、解体政策の裏で儲けていた。
元華族という歴史的肩書きと系列外社の長としての社会的肩書きを持つが、肩書きが一切要らぬ人種であり、自分の氏素性を振り翳すこともない代わりに、他人がどんな身分であろうと気に留める様子もない。誠実だが浮世離れしているので、国益や国交などは大して気にしておらず、国家の転覆などよりキリギリスが越冬することの方が重要な懸案事項だと思っている。冗談のようなことを本気で云う人物で、冗談だと思っていたら後になって真実と知り青くなった者が何人もいるという。
子供達に帝王学を学ばせた割に、彼等が成人すると「大人を養う義務はない」と言ってある程度の予算を生前分与して半ば放逐状態にしてしまい（世襲制が当たり前だった当時では奇異な話）、以降経済的には関係なしにした。礼二郎と仲は良いのだがお互い信用し合ってはおらず、中禅寺によれば馬鹿の王様と馬鹿の皇太子だと互いに思っているらしい。息子が愛亀の千姫を見つけて以来、探偵は何かを探す仕事だと思っている節があり、個人的な知り合いの家探しのために不動産屋の真似事を任せたこともある。
榎木津 総一郎（えのきづ そういちろう）
榎木津礼二郎の兄。
父や弟と比べて真っ当な性格をしており、弟からは「普通の大人」「ただの気の良い馬鹿」だと思われているが、兄弟仲は子供の頃から良好。ただ、吹雪の日に銭亀を拾って来る、Vサインを頸に引っ掛けて持ち上げた猫に無茶苦茶に引っ掻かれるなど、やはり変人な部分がある。顔立ちも極めて普通で、作り物のような容貌の弟とは眉毛の形以外は余り似ていない。
父から生前分与された予算を元手にしていくつかの会社を経営し成功を収めている。終戦後は進駐軍相手のジャズクラブなどを経営し、現在はクラブで稼いだ金を元手に建てた日光のホテル「日光榎木津ホテル」のオーナーもしている。
ごく初期から言及されているものの、本編初登場は『碑』。『百鬼夜行--陽』の「目競」における回想にも登場。2021年に漫画版『中禅寺先生物怪講義録』4巻の方で先に登場した。容姿も性格も異なるが、兄弟仲は悪くない。

### 交友関係
伊佐間 一成（いさま かずなり）
声 - 浜田賢二
町田の釣り堀「いさま屋」の主人。
外見はひょろ長く、口髭を生やしたその顔は平安貴族風の美形らしい。飄々とした性格で、あまり物事に動じたり、頓着したりはしない。年齢の割に老成しており、榎木津には初対面で内面を看破されている。また非常に口数は少ない。衣服の取り合わせは無国籍。元々は技術者を目指していたので手先が器用。
『旅荘いさま屋』と云う割烹旅館の長男だが、戦禍で焼失した旅館は新築して姉夫婦が継ぎ、釣り堀は戦前まで生簀として利用していたのを改造したもの。資本主義社会に馴染めず戦前は煩悶したが、奇天烈で破天荒な榎木津との出会いと後述の臨死体験を経て、雑事が気に懸からなくなり以前より余計に飄然とした。
戦時中は海軍で榎木津の部下だった。五体満足で終戦を迎えたものの、復員船の中で、突如マラリアにかかり、臨死体験らしき奇妙な夢を見た。そのとき以来、飄々とした性格に拍車がかかったと当人は分析している。
多趣味かつ暇人で、代表的なものは釣り、笛、金属加工など。外国の民族風の笛を吹いたりしている。釣り好きが高じ、しばしば日本各地へ釣り旅行に出向く。また、暇にあかせて拾ってきた金属を溶接し、抽象的なオブジェを作成して並べている。臨死体験を経て無宗教から多宗教に転じたが、心持ちは敬虔ではあるものの信心深くなった訳でもない。完全な超常音痴、心霊音痴なので、お化けの類を全く怖がらないが、気持ちも話も通じない狂信者を最も恐怖する。
鹿尾菜や牡蠣が好物。ただ、マラリヤからの病み上がりで傷んだ牡蠣に当たって死にかける程の激しい下痢をしたことがあり、潜在的な恐怖が体調に影響を及ぼして、復員後暫くは牡蠣を食べるだけで腹を毀していた。
『夢』の主要人物。『匣』『理』『百器』にも登場。
今川 雅澄（いまがわ まさすみ）
青山にある骨董店「待古庵（まちこあん）」の店主で、中禅寺らの知り合い。
今川義元公の末裔という由緒正しい代々続く蒔絵師の一家の次男坊で、店は戦時中の大怪我で復員後に死んだ従兄弟が、生前経営していた「骨董今川」（今の店名に改名させた）を引き継いだ形。「待古庵」の名は、子供の時のあだ名「マチコサン」に由来し、特に意味は無いが、客はその字面を見て勝手に納得すると言う。
外見は眼も鼻も口も大きく、唇も厚ければ眉も髭も濃く、耳も福耳、と云う全体に密集した派手な造りだが、顎だけは貧弱でしまりのない唇と禽獣のようとも言われる珍妙な顔で、伊佐間はその奇怪さをポンチ絵に例えている。
戦時中は榎木津の部下。性格的に近い物があるためか、戦友の伊佐間とは懇意にしており、復員後も数年の没交渉を経て再び交流が戻っている。
水気の多い口調で話し、口をもぐもぐとしか動かさないため、多少興奮して話すだけで口角に自然と泡が発生しているなどやや見苦しい一面も。そのため榎木津からは乳製品を食さないよう厳命されているらしい。おっとりのんびりした性格も併せ一見愚鈍な印象だが、かなり頭は切れる。
若い頃は継げずとも家業に携わるつもりでおり、明治以降に蒔絵に新しい様式が樹立されず芸術から工芸になっていることを堕落と感じてそれを打開しようと云う向上心を持っていた。だが、小手先の技巧に手を出したと父に叱責され、自分では理解できない領域にいた兄への劣等感を抱えたまま絵筆を折って絵から離れる。
『檻』『理』の主要人物。『百器』にも登場。
安和 寅吉（やすかず とらきち）
声 - 坂本千夏 / 演 - 荒川良々
通称・和寅。榎木津家に仕えていた使用人の息子。癖毛を短く刈って後ろに撫でつけた、濃い眉と厚めの唇が特徴の書生風の男。
幹麿子爵に中等学校までは入れて貰ったが勉学が肌に合わずに中途退学、建具屋に弟子入りしたが職人仕事も肌に合わなかったため、住み込みで榎木津の身の回りの世話をしている。
薔薇十字探偵社の探偵秘書を自称する。榎木津の予定管理をするのではなく、世間の予定や日程を榎木津に合わせるのが仕事だと考えている。益田のことは君付けで呼び、格下に見ている節がある。中禅寺、榎木津、関口のことを全員「先生」と呼ぶ。
気立ては良いが野次馬根性が非常に強い性格。反面、真面目に仕事をしない礼二郎に代わって依頼人の話を聞いたり、礼二郎の自堕落な生活ぶりをたしなめるような保護者的な一面も見せる。幾らギターを教えても上達しないらしく、榎木津からは文句を云われている。
1894年生まれの父親は榎木津幹麿に仕える使用人で、幹麿に拾われるまでは建具職人をしていた。無学で小学校も出ていないが、小説などはよく読み、家には昔から「冒險世界」や「新靑年」などが置いてあった。また、原子力や放射能といった話も若い頃から好きで、原子力については一家言あった。
原作では青年だが、アニメ版では10歳程度の少年になっている。
里村 紘市（さとむら こういち）
声 - 青山穣 / 演 - 阿部能丸
九段下で診療所に近い規模のこぢんまりした外科医院「里村医院」を開業する傍ら、警察の監察医も務めている外科医。
解剖・縫合の腕前はかなり高く、「日本一縫合の巧い監察医」を自称する。普段は人当たりのよい好人物で、性格も至って温厚且つ優しい。人懐こい顔つきで善く喋るので、患者の受けは大層良く、病院も繁盛している。だが、3度の飯より解剖が好きなため、死体と聞けば患者をついほったらかしてまで飛んで行く奇癖の持ち主。人懐っこい言動でショッキングな内容も平気で語り、木場からはいつも病気・変態などと罵られているが、本人は大真面目で全く気にしていない。職業倫理は高く、屍体は口を利けないので切らなければ判らないが、遺族は屍体であっても切り刻まれるのを厭がるので、最低限綺麗にして戻すのが監察医の礼儀だと考えている。
戦時中は海軍の軍医をしていて、縫合が巧いことで有名だった。
初登場は『夏』。『匣』『理』『今昔』『瑕』にも登場。
竹宮 潤子（たけみや じゅんこ）
演 - 鈴木砂羽
池袋にあるバー「猫目洞」の女主人。暹羅猫のような可愛らしい童顔をしていて、30歳は越している筈だが、見ようによっては10代に見えないこともない。店名も表情が猫の眼のように善く変わることに由来している。
木場は警察官になった当初は池袋署に配属されており、その頃からの常連でかなり親しい。木場には少なからず好意を持っており、口には出さないがことあるごとに暴走する木場の身を案じている。また女性の気持ちを察するのが苦手な木場に助言して、捜査の示唆を与えることもある。
チンピラまがいの連中の襲撃を受けた際に自分の身よりも高級酒を守ろうとするなどなかなか肝の据わった人物。「酒場の女に姓はない」らしく基本的にはフルネームで名乗ることはない。聡明で、学歴の高さを誇らず、酒場の女主を愉しんでいる粋人とされ、頭の回転の素早さや情報通なところから過去に何かあったことを想像させるが、過去を語ろうとはしない。
増岡 則之（ますおか のりゆき）
声 - 三木眞一郎 / 演 - 大沢樹生
柴田財閥顧問弁護士の1人。いつも高級そうなスーツを着こなし、銀縁の眼鏡をかけている。目鼻立ちが派手で顔が長く、そのまま馬のような男と評されるほどの馬面。
凄まじい早口のマシンガントークで喋る（本人曰く、常に多忙のため少しでも時間を短縮するため。しかしいついかなる場合でも口調は変わらない）が、発音・発声ともはっきりとしているので聞き漏らすことはない。その口調から傲慢かつ嫌味な性格と思われがちだが、感情表現が不器用なだけで、他人のことを真剣に考えてやれる信念の持ち主。野次馬根性が強く、京極堂のウンチクも真剣に聞いている。
柴田財閥絡みの事件が起こる度に登場しており、初登場の『魍魎の匣』では柴田財閥を通じて紹介された薔薇十字探偵を訪れたが、榎木津にまともな依頼は不可能と判断したのか、以降の事件では京極堂へ相談を持ち掛けるようになる。また、作中の事件で逮捕された複数の人物の弁護も担当している。
映画版では眼鏡はかけておらず、いつも懐中時計で時間を気にしているという設定が追加された。
初登場は『匣』。柴田絡みの事件で登場するため、『理』『宴』にも登場。
川島 新造（かわしま しんぞう）
声 - 相沢正輝
木場や榎木津の戦前からの友人で飲み仲間・喧嘩友達。あだ名は川新。6尺を超える大男で、常に黒眼鏡をかけ、未だに復員服を着てさらに坊主頭のためかなりいかつく見える。剣道経験者。
戦時中は大陸へ渡り、甘粕正彦の腹心として満州で働いていた。その時は特殊な任務に就いていたらしく、図体に似合わずかなり身軽。復員後は映画業界に転身し、池袋にある焼け残りの雑居ビルの5階で「騎兵隊映画社」という小さな独立プロダクションを興して映画制作を行っている。
生家は古い家系だが、母は大正12年、婿養子だった律儀で質実剛健で人情家の父・大作は昭和10年に死亡し、大戦を境に親族達も悉く死に絶えて、家族は川島家の血筋を引かない妾腹の異母弟のみ。15歳くらいの頃からグレて昭和16年の末まで家出していたという過去を持ち、実家では行方を掴めなかったことから父が急死した際には弟が跡取りとして引き取られた。
榎木津や木場とは20歳そこそこの昭和13年頃に知り合い、酒場で意気投合して一緒に大暴れしたのが縁で親しくなる。戦前は善く一緒に酒を飲んだり色町に繰り出したりしていたが、戦後は疎遠になって数える程しか会っていない。
『理』では容疑者となる。『匣』『宴』にも登場。
久遠寺 嘉親（くおんじ よしちか）
演 - すまけい
雑司が谷にある老舗病院「久遠寺医院」の院長。理事長の婿であり、2人の娘の父親でもあった。第一作『姑獲鳥の夏』の事件を通して、京極堂らと知り合う。
容姿は禿げた赤ら顔に目が窪んでしまっている締りの悪い顔。60を超えた老人だが威勢の良い性格で、迷信の大嫌いな合理主義者。世の道徳に反することに対してはしっかり反論し、また医院をたたんでからも医者としてのプライドを高く持ち合わせている。専門分野は外科であるが、病院の方針と戦争の影響で近年は産婦人科をしていた。ドイツへの留学経験もある。
『姑獲鳥の夏』での事件をきっかけに医院を閉鎖し、現在は戦前から贔屓にしていた箱根にある「仙石楼」という宿で居候をしている。
『夏』『檻』に登場。
一柳 朱美（いちやなぎ あけみ）
静岡県伊豆市で暮らす女性。元憲兵で現在は置き薬商人の夫・史郎（しろう）と二人暮らし。旧姓は「南方（みなかた）」。その容姿は大抵の者は美人と答える。さらに加えて20代後半と云う実年齢より若く見られがちで、夫がいるようには見えないとよく言われる。
非常に淡泊な性格・口調をしているが、一方で困っている人を見ると放っておけないという江戸っ子気質の女性で、そのために中禅寺の周辺や事件に関わることになった。罪を犯した以上償いはきっちりとせねば気が済まぬ質。
出身は信州独鈷山中にある集落で、ミナカタ様という神様の髑髏を祀る「頭家（とうや）」という格式ある家系だったが、17歳で失火により親族を失っている。昭和19年に結婚した最初の夫は兵役忌避で情婦と出奔した後で殺害された。
土地に執着がなく、平素から根無し草が性に合っていると公言して憚らない。初登場『狂骨の夢』では、過去にまつわる事情で神奈川県逗子市にある、大正時代に悪趣味な好事家が逗子の切り通しに建てた屋敷に住んでいた。事件後に借家の取り壊しが決まったため、一度は東京に出るが、半月で都会っぽい暮らしが厭になって街を離れ、どうせ移るなら初めての場所が良いと、良人の故郷で自身も疎開していた富山ではなく沼津へ引っ越した。
『夢』の主要人物。『宴』にも登場。
降旗 弘（ふるはた ひろむ）
元精神科医。実家は小石川にある歯科医で木場とは幼馴染み。榎木津とも面識があった。
子供の頃に「累々と積み上げられた頭蓋骨の周囲で男女が交接する」奇妙な悪夢を見、それをきっかけにその夢の意味をどうしても知りたくなり、自分を見極めるべく大学で精神神経医学を学ぶ傍らフロイトの孫弟子に師事して精神分析学を学ぶ。しかし、学べば学ぶほど自身の抑圧された性的願望や倒錯、歪んだ親子関係と云ったものばかりを突き付けられ、自己嫌悪に陥っていき、次第に心を閉ざすようになってしまう。半年程は精神神経科医をしていたが、後に連続目潰し殺人の容疑者となる平野を診察したのが止めとなり、ついに心が折れて退職。東京を離れ逗子の教会の居候となり、自己嫌悪に苛まれていた。
人一倍繊細で、正義感が強い癖に慎重と云う複雑な性格で、思慮深いが悪く云えば陰湿で猜疑心も強い。子供の頃は軍隊遊びが大嫌いで、他の子供達から臓躁的に苛められていたが、不気味な悪夢について話を聞いてくれた木場と榎木津の2人だけは友人だったと思っている。無信心な父は苛めを受ける息子を弱虫と誹って殴り、加特力教徒の母は優しかったが指針にも依り所にもならなかった。
初登場『狂骨の夢』では神奈川県逗子市にある飯島基督教会というところに居候して、信者の懺悔を聞くという役割を与えられていた。事件で木場・榎木津と20年来の再会を果たし、京極堂に憑き物を落とされる。事件後、年が明けてすぐに東京に戻り、ある水商売の女性のヒモとなる。
『夢』の主要人物。『理』にも登場。
柴田 勇治（しばた ゆうじ）
柴田財閥会長の柴田耀弘（しばた ようこう）の養子。旧姓は北条で、現在は零落れているが、元は由緒ある旧家。昭和20年に22歳で養子入りし、聖ベルナール女学院の理事長など、名誉職のような形で様々な役職肩書きの付いたそれ程重要でない閑職にあったが、『魍魎の匣』で柴田耀弘の唯一の直系であったはずの少女と、柴田耀弘自身が亡くなってしまったことで柴田財閥のトップに立つ。
温厚かつ真面目な性格で、決して悪い人物ではないが場の空気を汲み取ることが出来ず場違いな発言をしたりもする。人格的には申し分無いが商才はあまり無いらしい。とびきりの正義漢で極めて善人、常識人且つ人格者だが、少しズレていて、底抜けに鈍感で頗る楽観的と云う欠点がある。また、真実と信念と心情を並び立たせようと欲張り、いずれも捨てられず半端な対応をしてしまうことも多い。
「武蔵野連続バラバラ殺人事件」を取り敢えず整合性ある形で収束させた榎木津を過剰に買っていて、初登場の『絡新婦の理』では増岡を通して彼に聖ベルナール女学院で起きた不祥事の対応を依頼する。榎木津の奇矯な言動にも常態を崩さない数少ない人物。
聖ベルナール女学院の舎監だった山本教諭と婚約していたが、相手は目潰し魔事件の被害者となり死別。後に家族全員を亡くした織作茜を妻にすることで柴田家に迎え入れようとするが、断られてしまう。
大河内 康治（おおこうち やすはる）
中禅寺たちの旧制高校時代の同窓生。顔つきや肩の線など、髪型以外は宮沢賢治に似ているらしい。戦後は進駐軍相手の通事をしていたが退職し、片手間で家業の板金工場の経営をし乍ら、細々と哲学書の翻訳をしていることから、中禅寺には「哲学者崩れ」と紹介される。
ニーチェの哲学書を常時携行していると云う変わり者で、自らを偏屈者と称して憚らず、人付き合いが悪かった。ニーチェが好きで、ニーチェを主に研究している。更に戦前頻繁にニーチェに関する講演会を行っていたマルティン・ハイデッガーの議事録を入手したことが契機で、そこからハイデッガーにも嵌り込み、彼が著した『存在と時間』にはいたく感心した。また、身贔屓もあるが、ハイデッガーがナチズムに傾倒したのは方便で、不本意ながら時の権勢に寄り添ったのだと主張している。最近ではカントにも傾倒し始めた。
また、通事時代にマックアーサーの女性解放政策に触れ、婦人の人権問題に造詣が深い女権拡張論者となり、表立って活動している訳ではないが、婦人解放の運動家や思想家とも懇意にしている。人は好いが顔つきが悪いせいで、共産主義の活動家と間違えられて公安に引っ張られたことがあるらしい。
家族には薬学の学校で教授をしている叔父がいる。嗅覚を専門に、香料の刺激が人体に与える影響に就いて研究しており、教え子に久遠寺涼子や織作茜がいる。
縁のある相手が八方塞がりになった時、常識の通用しない帝大の先輩である榎木津に依頼するよう提案することがある。作中では久遠寺涼子や杉浦美江、本島俊男に薔薇十字探偵社を紹介している。
司 喜久男（つかさ きくお）
榎木津の古い友人で、輸入雑貨を商売にしている貿易商。榎木津を「エヅ公」、木場を「修ッ公」と呼ぶ。頭を五厘刈りにして、凹凸の少ない日焼けした顔に金縁の眼鏡を掛け、派手な色のアロハシャツを着た、どう見ても堅気の風体ではないちんぴら風の胡散臭い男。常に気安い口調で話し、初対面の相手にも馴れ馴れしい態度で接するが、敵に回すと恐ろしいらしい。上野界隈の地下道に住む浮浪者など、極東の暗黒街に顔が利く。
『魍魎の匣』で名前だけ登場し、中禅寺にオランウータンやゴリラの密輸について情報を提供している。『塗仏の宴』では上野の地下道で人捜しをしていた看護婦・玉枝に声をかけ、榎木津を紹介する。「五徳猫」にも登場。
多々良 勝五郎（たたらかつごろう）
京極堂の友人で、自称・妖怪研究家。妖怪の話で京極堂と互角に渡り合えるほど妖怪に詳しい。戦後は友人の沼上と全国を行脚しており、かつて出羽で即身仏にまつわる殺人事件に巻き込まれた際に京極堂に助けてもらった。『塗仏の宴』の頃から、『稀譚月報』で『失われた妖怪たち』を連載中。小柄で小太りな体型で、「寸詰まりの菊池寛」に例えられる外見。
『今昔続百鬼ー雲』では主人公。
多田克己がモデルとなっている人物。
奈美木 セツ（なみき セツ）
家政婦やメイドを生業とする少女。19歳（「五徳猫」時点）。やけに小柄で、全体に小作りで可愛らしい顔立ちをしていて、ややつり目の小さめで切れ長の奥二重が印象的。うら若き美貌の家政婦、可憐な美少女などと自称するが、取り立てて美人でも不美人でもない当たり前の面相らしい。それ程似てはいないのだが、何故か誰もが中華丼の模様に描いてある唐子を思い出すような目立つ顔付きをしている。
少々お節介で詮索好きと云う点を大目に見れば、寧ろ親しみ易くて気の良い働き者で、明るくて能く笑い、笠置シヅ子の「買物ブギ」のように善く喋る。ただ、威勢はいいのだが、粗忽でそそっかしく、能くものを落とし、壊し、転ぶ。また、他人の話を最後まで聞かない癖に早合点して頭から信じてしまい、考え始める前に手が出て考え終わる前に口にしているという癖があり、家庭の深部で起こる事件や秘密をあることないこと全部喋ってしまう。算術が苦手で計算や帳簿は見るだけで駄目なので、BGのような仕事は向かないと自覚している。要領は良い方で不真面目というわけではないが、あれこれ雑な性分のために家事全般が不得手であり、お世辞にも家政婦にも向いていない。
当初は同業者の睦子の後任として、昭和26年から千葉勝浦の織作御殿で住み込みの家政婦をしていた。骨董品の買取のために屋敷に来た伊佐間や今川と親しくなるが、僅か半月の間に家人が3人も変死して鬼魅が悪くなったために昭和28年の春先で退職。再び睦子に紹介されて、池尻にある素封家の屋敷で通いの家政婦をしていたが、友人の身に起きた異変について薔薇十字探偵社に調査依頼した結果、礼次郎の大暴れで雇用主の悪事まで明るみに出て1年も経たずに失職してしまう。その後は礼次郎の伝で日光榎木津ホテルのメイドとして働いている。
『理』『碑』の他、「五徳猫」「蛇帯」にも登場。
明石（あかし）
中禅寺が「築地の先生」と呼ぶ人物。どこに何が記してあって、誰が何を知っているのかを悉く識っているとされ、中禅寺も「真の知者であり識者、築地一いい男で日本一の知識人」だと尊敬している。職業は不詳だが、多忙らしい。仏教界の重鎮や管長クラスとも懇意にしている。堂島のことは「あんなくだらない男」と認めておらず、中禅寺が対峙しようとした際には懇々と説教して破門するとまで云って関わるのを止めようとした。

### 警察
木下 圀治（きのした くにはる）
声 - 石川和之
東京警視庁刑事部捜査一課に所属する刑事。木場や青木の同僚で、同年齢の青木とは非常に仲が良い。
柔術の達人であり、東京警視庁の庁内柔術大会で二度も優勝している。背は低いものの、がたいの確乎りした如何にも強そうな外見をしているが、暴力を厭がる性格から凶悪犯にさえ温厚に接し、臆病者、意気地なしと陰口を叩かれても仕方がないと思っている。青木とは少し違ったタイプで、小心者なので課内の円満且つ潤滑な人間関係の形成に矢鱈と拘泥し、すぐに上司や先輩の機嫌を取ろうとする。
幼少期には齢の近い叔母の竹子と仲が良かったが、彼女が金銭等の授受を伴う売春紛いの性的交渉を複数の男性と結んでいたこと、これを知って激昂した厳格な父が叔母を激しく叱責し折檻したことで、娼婦と暴力を嫌悪するようになる。さらに、間も無く死亡した筈の叔母と半年に渡って納戸で遊び続けていたことから、幽霊に恐怖を感じている。
叩き上げで階級は低いので発言力はないが、真面目なので上司からの信頼は篤く、信念がある。臨機応変に対応するタイプではないが、頑固でも堅物でもないので変な誇りも自尊心も持っていない。
『匣』『理』などに登場。
大島 剛昌（おおしま たけまさ）
東京警視庁刑事部捜査一課課長。階級は警部。木場の元上司。木場に負けず劣らず口調が荒っぽい。警察組織は役所なので特例は認められず、最低限規律は守らなくてはならないと考えており、単独行動が多く暴走気味の木場をよく叱っているが、実力は買っているところがあり、本来なら懲戒免職ものの木場の失態も彼の働きによって減俸や降格程度で済んでいる。
『陰摩羅鬼の瑕』からは、その手腕をかわれて公安部捜査三課に異動となった。
長門 五十次（ながと いそじ）
東京警視庁刑事部捜査一課の刑事。『夢』から『宴』までの間、木場の相棒を任された（実際は暴走気味の木場の監視役も兼ねている）。課一番の年長者で、本庁勤務は40年にもなる。警察官になった当初は築地署管轄の交番に配属されていた。
地道で地味な捜査を得意とする粘りタイプの刑事で、木場に引けを取らない観察眼を持っており、細かいところにもよく気が付く。経験豊富で、腹芸も通じ捨て目も利く。如何なる時でも自分のペースを保っており、木場は彼を一目置きつつ苦手としている。いつも自作の弁当を職場に持ってくる。
殺人現場に到着するとまず一番に被害者に正信念仏偈を唱えるという変わり者で、このことから「仏のイソさん」の渾名が付いた。後述の通り信仰心に篤い訳ではないが、昭和9年に上野公園で無政府主義を煽動するような新興宗教の熱心な信者が撲殺された事件で被害者に手を合わせていたのを見咎められ、「死のう団事件」以降仏教系新興宗教に神経質になっていた特別高等警察部に暫く監視された過去があり、その直後から当てつけのように念仏を唱えるようになり、退職するまでその習慣を貫いた。　
年齢の所為もあって神経痛に悩まされる。
妻は戦前の昭和12年頃に癆咳で他界している。父親は熱心に浄土真宗を信仰していたが、自身は信仰心はあるが熱心な信者と云う訳ではない。
部長や課長が交代する度に退官を勧められており、木場が麻布署に異動した昭和28年の夏からは部屋も変わって閑職に回され、大磯平塚連続毒殺事件で応援に駆り出されたのを最後に事件現場にも出なくなり、昭和29年2月に警察制度改正要綱の採択に合わせ司法警察官を退職した。
『夢』『理』などに登場。
石井 寛爾（いしい かんじ）
声 - 宇垣秀成
国家警察神奈川県本部捜査二課の刑事。初登場の『魍魎の匣』では警部だったが、元々の捜査能力の低さに加え、木場の暴走も重なって失態を犯し降格させられた。しかし『狂骨の夢』では2箇月程で再び警部に返り咲いて、木場とも和解し以降は協力関係となる。昭和28年春から一種の懲罰人事で津久井署の署長に就任、警察法改正に合わせて本部に戻される予定。
神経質で嫌味な感じで、上昇志向が強く、本人に悪意はないが誤解されるような言動を執ることが多いせいで、腹を割って話せる関係にはなれない。屈託はないが屈折し、成績は良いが大将にはなれず、人脈はあるが人望はない。だが、幾つかの事件を経て視野が広くなり、正義も悪も人それぞれだと云うことを弁え、行動の成否は社会正義ではなく法に則って判断して社会を見張ることが、法治国家における警察官の役目だと考えるようになった。
典型的なキャリア組タイプで所轄警官と捜査方針を巡っての軋轢が絶えない。また力任せに事件を解決しようとする方法を嫌っており、作中でも「腰抜け」と評されることが多く、自身の意見を否定されると言い訳じみた弁解をするが、逆に肯定されると饒舌になる。当初は木場とは反りが合わず嘗められており、後におだてられる形で和解し実力もそれなりに認められるようになった。榎木津からは蒙古系の脂性の雲脂性などと罵倒され、非常に苦手としている。
『匣』『夢』『檻』『雫』に登場。
山下 徳一郎（やました とくいちろう）
国家警察神奈川県本部所属の刑事。エリート出身で階級は警部補。かつて石井の腹心の部下で益田の直属の上司だった。競争意識が異常に強く、警察を一種の企業と考えており、法律を約款、倫理や正義を商道徳と捉えていたため、事件解決に真摯な心持ちになれなかった。
「武蔵野連続バラバラ殺人事件」の端緒の段階の捜査主任であったが、捜査が暗礁に乗り上げた挙句に犯人が東京警視庁に特定されて一つも手柄を挙げられず、石井の失脚の煽りを受けて課内での立場が無くなっていた。
初登場は『鉄鼠の檻』。その時は高圧的な態度で捜査に当たり関係者から厭まれ、捜査2日目には所轄刑事に反旗を翻されて吊し上げを食らい捜査に全く役に立たなかったばかりか、目と鼻の先で次々と殺人が行われ、挙げ句犯人を取り逃がすという大失態を犯してしまう。初めは直感に任せて少しでも怪しいと感じたものは即刻拘束するという捜査手法をとっていたが、そうした経験を通して捜査手法や性格に大きな変化が見られ、直感や感性で事実を推し量ってはいけないと考えるようになった。
事件後、責任を取らされて降格させられたが『邪魅の雫』で再登場したときには再び警部補になっている。箱根山の事件での失敗から所轄の刑事からは能力を疑問視されているが、当人は事件を経て出世欲や縄張り意識が薄れて物腰も柔らかくなっており、かつての部下の益田もかなり変わったという印象を持った。
色白で鼻梁が高く顔も長い、歌舞伎役者のような顔をしている。『鉄鼠の檻』の事件の際に発生した火災で頭を火傷し、禿が残った。寄席が好きで、講談より落語を好む。
『檻』『雫』に登場。
郷嶋 郡治（さとじま ぐんじ）
東京警視庁警備二部公安一課四係の刑事。のちに古巣である旧内務省調査局の流れを汲む公安調査庁に引き抜かれて公安調査官となる。
木場ほどではないが人相は悪く、舶来製らしき色の入った小振りな眼鏡の奥の切れ長で鋭い凶暴な眼が特徴的。中禅寺曰く「喰えない男」。執拗くて肚黒いので「蠍の郡治」と呼ばれている。巣鴨辺りに収監されていても好いような凶悪人物らしく、公安の中でも嫌われている。
戦前・戦中は内務省の特務機関「山辺機関」に所属し、十二研に配属された中禅寺の代わりに陸軍中野学校の創立を内務省側から隠密裏に推進していた。そのため中禅寺とは面識があり、お互い下っ端同士だったことから戦中は顔を合わせる機会も多く、友人とまでは云えないまでも嫌い合ってはいなかったが、戦後は一度も会っていなかった。
平和憲法の下、民主主義国家を維持するために、組織としては解体された軍や内務省が残した危険物を、目立たないように捜して掘り出して綺麗にするのが仕事で、本人は「戦前と云う死んだ化け物の幽霊を捕まえる仕事」と喩えている。庁内ではアナボルやテロリスト専門で、特高警察から滑って来たと云うデマゴーギーが流れていたが、実際には特高とは無関係だった。
初登場の『邪魅の雫』では連続毒殺事件の凶器となった暗殺用の特殊な毒物の回収及び処分を行うため、事件の捜査に介入した。その後は警視庁から公安調査庁へと引き抜かれ、『鵼の碑』では戦前に日光山中で行われた核開発に関連する極秘プロジェクトの調査に当たる。
登場は『雫』『碑』。
伊庭 銀四郎（いば ぎんしろう）
元警察官で、戦前は長野県警察、一度退職して民間人となり、戦後は東京警視庁に再就職したと云う変わり種。最終階級は警部補。明治21年生まれ。出身は長野県の蓼科高原付近。
背は低いが強面。目筋が良く、睨んだだけで犯人が自白すると云う伝説を持ち、東京警視庁でも並ぶ者がない眼力との評判で、現役時代は「眼力の伊庭銀」と云う渾名が付いていた。ただ自分では目付きが悪い口下手な人間なだけで、下手に言葉を重ねるより睨み付けた方が効く場合があっただけだと思っている。
初めは長野県警に就職し、諏訪の方の派出所と2箇所の所轄署を回り、昭和5年の春から県警本部に勤務。開戦を契機に兵隊に行って潔く死のうと考え警察を辞めたが、当時既に55歳だったため出征出来ず、東京に出て来て工廠で働く。民間人として銃後を生き、東京警視庁捜査一課に5年間奉職して昭和26年に退官した。
30年連れ添った妻の淑子（よしこ）は病弱なのに無理をしたせいで体を毀し、伊庭が退官して新しく家を買った矢先に買い物先で死亡し、変死扱いで里村が解剖を担当した。刑事になりたての頃に授かった息子の健史（たけし）は3歳の時に風邪が因で病死。親もおらず、死別した妻の実家も1人を除いて係累が絶えている。
元来無信心な性質で、親や先祖が入っている墓は永代供養料を払って檀那寺に任せきり、墓参りには一度も行ったことがなく、一課の刑事部屋にある神棚も馬鹿馬鹿しいと思っていた。不敬と糾弾されることを厭って表向きは真面目に教育勅語を奉読していたが、天皇の御真影の前でも真摯な気持ちにはなれず、儀式めいた在り方に抵抗を感じ、肚の底では無駄だと思っていた。死骸は人の残骸だと云う信条を持つが、その人の生前には敬意を持たなければならないと思っているので、死体を粗略に扱うことはなく、黙礼くらいはしていた。
退官間際、即身仏の盗難に関する捜査で里村と共に出羽に行った際、事件関係者となった中禅寺、多々良、沼上と知り合う。自身の退職と入れ替わりで異動してきた木場とは面識はなかったが、由良元伯爵の事件の際に知り合い、以降も交流が続いている。
長野県警時代に3度も関わりいずれも未解決で時効を迎えた由良伯爵家の花嫁連続殺人事件に再び関わることになり、中禅寺に23年前から自身を苛む陰摩羅鬼の憑き物落としを依頼した。
『瑕』『碑』と『雲』の「古庫裡婆」に登場。

### 出版関係者
小泉 珠代（こいずみ たまよ）
声 - 長沢美樹
稀譚舎の社員で「近代文藝」の女性編集者。関口や宇多川の担当編集者でもある。敦子の上司で、彼女からは「先輩」と呼ばれている。
『魍魎の匣』や『狂骨の夢』でその事件の重要人物を関口に引き合わせており、本人の意図したことではないが結果的に関口が事件に深くのめり込んでしまう原因を度々作ってしまっている。
山嵜 孝鷹（やまさき たかお）
演 - 小松和重
稀譚舎の社員で「近代文藝」の編集長。敦子や小泉の上司。6尺を越えようという白髪の大男。
関口に掲載作品の単行本化を持ちかけて「目眩」を発行する。関口の作品は全て近代文藝に掲載されているため稀譚舎での単行本化が容易であり、またある程度は売れると目測していたが一部の好事家にしか受けなかった。
中村 まこと（なかむら まこと）
稀譚舎の社員であり、「稀譚月報」の主筆で編集長。関西出身らしく、少々関西訛りの言葉を話す。声は太くてよく通り、豪快に笑い、えらく愛想がいい。29歳になる長男の秀男を筆頭に、政男、竜男という年子の息子が3人居る。
部下の敦子のことは一本筋が通った働き者と高く評価している。取材の過程で敦子が伊豆の騒動に巻き込まれて負傷し半月も欠勤した時には責任を感じ、断られはしたが息子の嫁にくれないかと肉親の中禅寺に頼んだこともある。
カストリ雑誌に寄稿するためのネタを探して編集室を度々訪れる関口とも面識があり、表向き知らぬ振りをしているが、彼の内職を承知しているので、自分の雑誌には載せられない怪しい情報を流している。
妹尾 友典（せのお とものり）
演 - 田村泰二郎
赤井書房の社員。鳥口の2人しかいない上司の1人。38歳。不定期発刊のカストリ雑誌「實録犯罪」の編集長だが編集者は彼と鳥口の2人しかいない。どんな話題にも食い付き、また非常によく喋る、子供のような性格。
赤井 禄郎（あかい ろくろう）
赤井書房オーナー。出版業界人特有の匂いの感じられない、物腰の柔らかい青年実業家と云った風貌。赤井書房は学習用教材の販売業が本業で、出版業は道楽でやっているらしい。本業の方が忙しいこともあって實録犯罪の仕事にはほとんど干渉してこないが、その反面廃刊になったとしても何ら不利益を被ることは無い。
温厚な人物だが、自動車の修理改造や発明品の特許取りなど多様な趣味を持ち、廃車寸前の車を元に偽ダットサンスポーツDC-3型の改造車を道楽で作り、何処からか東京通信工業の試作携帯用テープ式録音機を持ってくるなど、謎が多い。

### その他
堂島 静鎮（どうじま しずやす）
元帝国陸軍大佐で、帝国陸軍第十二特別研究所時代の中禅寺の上官。真っ直ぐな眉と射竦める鷹のような瞳、確乎りした鰓の張った顎の精悍な容貌で、低く真っ直ぐな声で話す。
非常に悪趣味で冷酷、惨忍な性格。中禅寺が「迚も厭な男」だと世界一嫌っている人物で、「関わるとロクな死に方をしない」と評し、明石も「くだらない男」と評して認めていない。かつての懐刀であった中禅寺のことは高く評価し、その憑き物落としの遣り方を笙に仕込んで悪用させているが、常につまらなそうにしている点には不満気である。一方、関東軍に防疫給水部隊を作り、満州国で細菌学的兵器の生体実験を秘密裏に行っていた石井四郎軍医中将とは馬が合った。
陸軍将校でありながら愛国心のかけらもなく、日本の敗戦を早い段階で見越していた。食い物、環境、文化が生き物としての人を変え、肉体こそ精神だと云う単純な理屈が解らない連中が世界を壊すと考えており、自然界に存在しない音を聴き、自然界に存在しない色を視て、自然界に存在し得ない物を食った人間により、遠からず子が親を殺し親が子を食う世の中になり、家族も村も街も国も滅ぶと確信ししている。観察者としての立場を取りつつも、人間がどんどん駄目になっていくのを早めようと画策している。
十二研発足前から記憶や人格の操作に関する研究を行っていた。記憶の中だけで時間を遡行することが叶い、意識の中でだけ時間が複層的且つ可変的に進行することに着目し、記憶を操作すれば諍いも蟠りも消すことができて戦争などする意味がなくなり、無限の時間を産出することが出来れば不死と同義であると考え、経験的過去を第三者の管理下に置き、来歴や習慣的信仰、生活習慣の差し替えなどの実験を行った。また、愛憎という矛盾を矛盾のまま無矛盾的に統合してしまうという人間の特性を欠陥として認識し、矛盾を抱えた主体は不完全であり、主体は非経験的純粋概念に忠実であるべきだと考えて、人間の本心が善と悪のどちらか決着をつけようとした。論理的な正否は絶対的な判断基準になり得ず、障害となる価値基準を一切排除すれば家族は崩壊すると証明するため、家族に第三者の視点を導入することで対象に変化を齎し、そこから生まれた差異を増幅させるという実験を行い、そして記憶も過去も奪って限られた体験的記憶のみが残された相手を何処まで騙し続けられるかの実験を戦後まで続けていた。一方で物理的・生物学的不死には懐疑的な見解を持っていたため、肉体の機械化による不死を目指した美馬坂の研究はくだらないと見下していた。
旧内務省官僚の山辺と手を組んで十二研を発足させた他、様々な極秘プロジェクトに携わっていた。戦中は大陸に渡り、中国で練丹、気功、風水、老荘の思想、民間道教、占術などを仕込み、同時に記憶を視た榎木津がこの上ない嫌悪の表情を浮かべて「化け物」と罵るほどの所業（本人曰く「悦しいこと」）を行っていた。
初登場は『塗仏の宴』。一連の騒動の真の黒幕で、支那事変の頃から仕込みをしていた悪趣味なゲームの判定者（ジャッジ）として、どの陣営にも味方することなく公平な立場で騒動の推移を見物する。そして、郷土史家・堂島 静軒（どうじま せいけん）を名乗り、伊豆を訪れた関口や織作茜と接触する。
その後は直接の登場はないが、十二研や山辺機関が関わる『雫』『碑』でも存在が言及される。
山辺 忠継（やまべ ただつぐ）
旧内務省の官僚。故人。警保局の保安課で特別高等警察の拡充に奔走し、戦前は「山辺機関」と呼ばれる特務機関の責任者として様々な極秘計画に関わった。故郷は静岡県下田市。優秀ではあったが家族に恵まれず、親を早くに亡くして兄弟もなく、終生独身で天涯孤独だった。
徹底した平和主義者かつ明確な反戦主義者、仏教徒であり、兎に角暴力や殺人を嫌い、反暴力、反武力を貫いた人物だった。戦争と云う行為自体を無効化するため、陸軍の堂島と手を組んでいくつものプロジェクトを共同で進めており、昭和7年に原子爆弾の製造を表向きの名目として実態は核開発を止めるための「旭日爆弾開発計画」を発案、昭和10年代前半には自分と似た思想の研究者を集めて十二研の前身となる共同研究機関を発足させ、陸軍中野学校の創立を秘密裏に推進、同時期には徐福が訪れた蓬莱が日本だと考えて不老不死の仙薬を捜索する「徐福伝説調査」を計画した。警保局に所属していたことから当時の管轄だった警察には顔が利き、殺人を犯さず隠蔽工作を行うために堂島の記憶操作技術を利用した。
表立って標榜はしていなかったとはいえ、その主義主張から、十二研が発足する直前の昭和17年に失脚して第一線を退かされて閑職に就く。晩年は胸を患って施設に入り、昭和23年の早春に死去している。
作中の時系列では既に死亡しているが、『宴』『雫』『碑』で生前に関わった計画が言及される。

## 用語
京極堂（きょうごくどう）
中禅寺が営む古本屋。屋号は妻・千鶴子の生家が営む京都の菓子司「京極堂」に由来する。開業は昭和25年の春頃、教員を退職した中禅寺が、東京都中野の自宅を増築して店舗とした。商売っ気はなく、突然の来客などのふとしたことでしばしば休業し、立地条件も良くないが、常連客に学者や研究者が多いらしく、繁盛しているようには見えないものの経営に心配はないという。
店舗だけでなく母屋まで侵食する程大量の蔵書がある。品揃えは何でもありで、和綴から革装、円本からカストリ雑誌まで、店主の琴線に触れたものなら売り物にならないものまで玉石混交で並んでいる。専門書や漢籍といった他の古書店では敬遠されるようなものが能く捌け、他の古書店からも同じ系統の書籍が多く回ってくる。作中で事件に関わった織作家や由良家などのコレクションから大量の蔵書が入荷したこともある。
武蔵晴明社（むさしせいめいしゃ）
中禅寺が神主をしている神社。中禅寺家に隣接する森の中にあり、社務所がないので宮司は拝殿にいることが多い。一応階位は戴いているが、延喜式に倣えば無格社で、昭和29年時点でも神社庁の包括下にない。創建は少なくとも19世紀中盤より前で、代々宮司を務める中禅寺一族は民間の陰陽師であった家系である。京都の晴明神社の末社であり、一応は安倍晴明を祀っている。だが、明治初期まで陰陽寮を司った土御門家とは分家どころか傍流ですらなく、分祠勧請したと社殿で伝わっているだけで、正統性は随分と怪しい。また、社の由来書『武藏晴朙社緣起』も明治期になってから、時代に寄り添う形で書き改められている。
『書楼弔堂シリーズ』『了巷説百物語』中にも登場。明治時代中期までは16代宮司・洲斎（じゅうさい）が運営していた。洲斎は山岡百介と親交があったことから、明治10年に彼が死去した際に遺族の頼みで彼の遺品の書物を大量に譲り受ける。明治20年頃に洲斎が病に倒れた後は、紆余曲折を経て息子の輔（たすく）が跡を継ぎ17代宮司となったが、彼の息子は大正2年頃に父と袂を分かって耶蘇教の神父となり、辺境に赴き熱心に布教活動をしたため、秋彦は祖父から家業を継いだ。
眩暈坂（めまいざか）
京極堂へ行く途中にある坂道。元々は安倍晴明に縁ある京都の一条戻橋にあやかって「戻坂」という名前がついていたというが、今では誰もその名前では呼ばず、両側の油土塀の中がずっと墓場で、坂の真ん中を越した辺りで立ち眩みがするので〈墓の町の眩暈坂〉と呼ばれている。一瞬真っ直ぐ下っているように見えて、その実左右に傾き、7分目辺りで逆勾配になるのに、目印の塀が真っ直ぐに続いているせいで、船酔いしたような具合になってしまうのだという。
墓場の所には大昔は寺があったが、今は廃寺となって僧侶が管理だけしている。
稀譚舎（きたんしゃ）
神田に本社を置く中堅出版社。一応戦前から科学雑誌『稀譚月報』を発行しており、終戦後の現在は文芸誌『近代文藝』と婦人誌の2誌を加え、合計3誌の月刊誌を発行している。焼け残った雑居ビルを改装した自社ビルは3階建てで、1階は半ば倉庫、2階に近代文藝、3階に稀譚月報の編集室が入っている。
稀譚月報（きたんげっぽう）
古今東西の奇談、怪事件に理性の光を当て、その謎を解き明かすという主旨の大衆娯楽雑誌。稀譚舎創立のきっかけとなった雑誌であり、戦前から号を重ね、現在でも出版社の目玉雑誌として地味にではあるが着実に部数を伸ばしている。内容はかなり硬派で、所謂カストリ雑誌が扱うような記事は載せず、稀に心霊科学や祟りを扱う場合でも、ある程度距離を置いて掲載する慎重さが特徴。
近代文藝（きんだいぶんげい）
戦後、稀譚社が毎月30日に発行している月刊文芸誌。関口はほぼ専属作家として、この雑誌に小説を発表している。社風がお堅いので扇情的なことを嫌い、何かの契機で過去に掲載された作品が注目されたからと云って特集を組んだり復刻したりはしない。
薔薇十字探偵社（ばらじゅうじたんていしゃ）
榎木津礼二郎が神保町で経営する探偵事務所。社名と中世欧羅巴の秘密結社〈薔薇十字団〉とは何の関係もなく、開業を決意した時に偶々居合わせた中禅寺が読んでいた翻訳本の「薔薇十字の名声」から名前を取っただけである。
置かれているのは父・榎木津元子爵から生前分与された遺産の残りを注ぎ込んで建てた、「榎木津ビルヂング」 という名の3階建ての貸ビル。3階全部を事務所兼住居として利用し、1階はテーラー、地階はバー、2階は雑貨の卸問屋と弁護士か税理士の事務所といった鹿爪らしい名の会社が数件入り、家賃収入だけでも悠々と暮らしていける。
起業を思い立ったのが昭和25年の秋、『姑獲鳥の夏』時点（昭和27年夏）で営業開始から半年ほど経過している。開業当初は依頼人の話を聞く前に記憶を視て答を当ててしまったせいで気味悪がられ、最初の半年は依頼人が4人しか来ていないような状態だったが、父の紹介で柴田財閥関連の調査を引き受けさせられ、結果的に武蔵野バラバラ殺人事件の解決に貢献したことで知名度を増す。財界から大口の依頼を受けるだけでなく、事件で関わった人々から「経緯はともかく最終的に解決はする」ということで紹介されることも多い。なお、一般的な探偵業務を依頼された場合は、昭和28年に入社した益田が暗黙の了解で引き受けた上で調査を行い、報酬を探偵社に入れて自分の取り分を受け取っている。
目眩（めまい）
稀譚舎から刊行された関口の短編集。書名は昭和27年8月に上梓した同名の短編から採っており、『近代文藝』に掲載された処女作の『嗤フ教師』から最新作『目眩』までの8本が収録されている。私小説であることを考慮した中禅寺からの助言により、作品の掲載順は雑誌に発表された順番ではなく、関口自身が経験した時系列の順となった。
なお、収録されている作品の方の『目眩』は雑司ヶ谷嬰児連続誘拐殺人事件に触発されて執筆したもの。評論家からの評判は概ね好評で、一読しただけでは事件を描いていると解らなくなっていて、終盤までは名作を予感させる出来なのだが、醸造期間が短すぎて最後に収拾がつかなくなり、結末部分で中禅寺をモデルにした殺し屋を登場させてぶち壊してしまっている。
編集者の予想に反して発表後の約1年間は余り売れず話題にもならなかったが、昭和28年8月の白樺湖の一件を経て、関口が由良伯爵の友人で事件関係者だと報道され、それによって俄かに注目されて遅まきながら書評が出た。
月刊實録犯罪（げっかんじつろくはんざい）
極小出版社「赤井書房」の唯一の出版物であるカストリ雑誌。一応月刊誌だが、休刊が多く、精々2箇月に一遍くらいしか刊行されない。幾度となく当局に摘発され、休刊と復刊を繰り返してきた筋金入りの生き残りカストリ雑誌で、報道されなかった事実、犯罪に至るまでの犯人の軌跡、事件を覆す新証言といった犯罪に真実の姿を紹介するのが本意らしい。陰惨な題材ばかり取り扱っている割に社員達は飄然としていて妙に明るい社風である。収入がない時は、他社の雑誌の写真撮影といった出版編集以外の商売で保たせている。
榎木津グループ
榎木津幹麿元子爵が興した物資の輸入業から発展した企業体。趣味の博物学が高じて昭和1桁の時代に闍婆に渡った子爵が虫取りの片手間で始めた事業が軌道に乗って大変な財を為した。かつては財閥と呼ばれていたが、戦中から自主解体を進め、会長の方針で戦中も軍需産業には一切関わらず、戦後は財閥解体政策の裏で儲けたことで、昭和20年代では押しも押されもせぬ大企業へと成長を遂げている。
柴田財閥
柴田製糸創業者・柴田耀弘が一代で創始した巨大財閥。織作紡織機などを傘下に収め、財界の黒幕と呼ばれる程の影響力を持っている。
耀弘直系の親族は終戦時点で全て死亡しており、昭和27年8月に耀弘自身も死去。それに伴い、北条家から昭和20年に養子に入っていた勇治が会長に就任した。
『魍魎の匣』の事件で榎木津に調査を依頼して以来中禅寺らとも関わり合いを持つようになり、顧問弁護士の増岡を通じて事件解決を慫慂したり、逆に彼らが難事件に巻き込まれた際は救援を出すなど協力関係にある。
旅荘いさま屋
伊佐間の姉夫婦が町田町で営む宿屋。代代旅籠だったが、食通だった伊佐間の曽祖父が道楽の挙句に料理に凝り、無理矢理割烹旅館にした。戦前は大きな活簀のある割烹旅館としてそこそこ繁盛していたが、戦争が始まってすぐに活簀は辞めてしまい、伊佐間一家が半年程疎開している間に建物は活簀を残して戦禍で全焼。1年後に再建されたものの、釣り堀と化した活簀はもう利用しておらず、戦後はそれ程繁盛してはいない。
釣り堀いさま屋
伊佐間が管理人をしている釣り堀。元々は割烹旅館だった頃に作られた活簀だったが、戦禍で旅館が焼失し、板前も魚もいなくなったことで釣り堀へと改造され、旅館の再建後も釣り堀のまま存続している。
活簀としては近場で一番大きかったのだが、釣り堀としては半端に小さいせいもあって、お世辞にも流行っているとは云い難く、常連がいるので潰れることもないとはいえ、客が3人も入れば混んでいる方で、魚も死んではいないが活きは悪い。ものの序でに釣り具なども販売しているが、売り上げは雀の涙程。管理人も特にすることがなく鬼のように暇な時間があるので、笛の演奏や金属加工をして暇潰しをしており、柵の周りには壊れた武器や金属片などを縦横無尽に溶接して無骨な形に組み上げた奇妙なオブジェが10個以上も点々と並べている。営業してもしなくても収益に大きな差がなく、社会に何の影響も与えないので、魚さえ死なねば良いと、伊佐間が釣り旅行に出る度に長期休業している。
待古庵（まちこあん）
今川が青山で経営している骨董品店。由緒ある茶道具屋などではない、いわゆる古道具屋に分類される。店内は整頓され、掃除は行き届き、古物が間のいいような悪いような妙な間隔できちんと並べられている。
元々は今川の従兄弟（叔父の子）が開業した店舗で、旧店名は「骨董今川」。しかし先代は戦地で大怪我をして、復員したものの昭和24年に死亡したため、代理で店主をしていた本家の次男である雅澄がそのまま店を継ぎ、自身の幼少期のあだ名である「マチコサン」から取って店名を変更した。
店主がまだ駆け出しなので情報収集能力に限界があり、機動力もないので、名品を扱う機会は多くない。昭和28年の春には奇縁から織作コレクションを捌いたが、資金がなかったため殆ど右から左へ流れていった。
猫目洞（ねこめどう）
潤子が店主をしている場末の酒場。池袋の焼け残りの雑居ビルの地下にあり、戦後間もなくには開店していたので、もう7、8年は営業している。主人の表情が猫の眼のように善く変わること、陽の当たらぬ洞のような狭い地下室にあることから店名がついた。商売する気がなく、酌婦もバーテンダーもいない。木場は一応豊島勤務時代からの常連だが滅多に来ない。
帝国陸軍第十二特別研究所
陸軍科学研究所の中でも表向きの公式記録では「ない」ことになっていた秘密研究所。略称は「十二研」。戦時中に中禅寺が配属されていた。
内務省管轄の特務機関「山辺機関」と帝国陸軍の共同研究機関として昭和10年代前半に発足、陸軍中野学校の創立にも深く関わり、昭和17年に山辺が失脚してから本格的に始動した。施設は登戸にある箱館（現・美馬坂近代医学研究所）と武蔵野の2箇所で、管轄は登戸研究所と同じ陸軍造兵廠。研究内容の機密性は極めて高く、場所も極秘、中禅寺を含めて最低でも8名の研究者が籍を置いていたが、同じ施設にいる者以外は面識もなく名前も知らず、互いの研究成果も上官から齎されるだけ、という念の入り様だった。
他の造兵廠とは違って殺傷能力を持った所謂兵器開発はしておらず、特に武蔵野の方では殺し合いを忌避するための技術が追究された。大別すると生命と精神の2つに関する事柄が研究され、最終的には医学的・機能的な意味での「不老不死」と記憶の操作による「無限の時間」の産出と云う形で二極化した。これらは戦争という行為自体を無効化しようとする、当時としては国賊同然の試みであったが、参謀本部も研究の詳細は知らず、単に中野学校と同じ諜報活動活性化の一環としか捉えられていなかった。成果として、中禅寺の異教徒を国家神道に改宗させるための宗教的洗脳、美馬坂の「死なない」機械人間の研究による機械的な代替器官、臓器移植用の「部分」を生かす技術、相手を思い通りに操る音響催眠術の副産物として出来た「人を鬱にさせる重低音」、瞬間的に意識混濁や記憶障碍を起こさせる即効性の催眠剤、安定的かつ少量の経皮摂取で即死する新しい有機青酸化合物などが開発された。
中禅寺にとって十二研時代は忌々しい過去であり、「楽しい仕事じゃあなかった」としてあまり語りたがらないが、当時からの因縁が事件に関わってくることが幾度もある。

## シリーズ年表
1911年（大正11年）
- 「襟立衣」 秋（『百鬼夜行―陰』）

1944年（昭和19年）
- 「青鷺火」 10月14日（『百鬼夜行―陽』）

1946年（昭和21年）
- 「青女房」 秋（『百鬼夜行―陽』）

1950年（昭和25年）
- 「岸涯小僧」 初夏（『今昔続百鬼―雲』）
- 「文車妖妃」 夏（『百鬼夜行―陰』）
- 「目競」 秋（『百鬼夜行―陽』）

1951年（昭和26年）
- 「泥田坊」 2月7日（『今昔続百鬼―雲』）
- 「手の目」 2月（『今昔続百鬼―雲』）
- 「古庫裏婆」 秋（『今昔続百鬼―雲』）

1952年（昭和27年）
- 「目目連」 5月（『百鬼夜行―陰』）
- 「川赤子」 7月（『百鬼夜行―陰』）
- 『姑獲鳥の夏』 7月
- 『魍魎の匣』 8月～10月
- 「小袖の手」 8月31日（『百鬼夜行―陰』）
- 「鬼一口」 9月半ば（『百鬼夜行―陰』）
- 『狂骨の夢』 11月～12月
- 「倩兮女」 12月末（『百鬼夜行―陰』）

1953年（昭和28年）
- 『鉄鼠の檻』 2月
- 「煙々羅」 2月（『百鬼夜行―陰』）
- 『絡新婦の理』 2月～4月
- 「屏風覗」 2月（『百鬼夜行―陽』）
- 「鬼童」 3月（『百鬼夜行―陽』）
- 『塗仏の宴』 6月
- 「火間虫入道」 6月19日（『百鬼夜行―陰』）
- 「鳴釜」 7月（『百器徒然袋―雨』）
- 『陰摩羅鬼の瑕』 7月
- 「毛倡妓」 8月（『百鬼夜行―陰』）
- 「瓶長」 8月（『百器徒然袋―雨』）
- 「墓の火」 初秋『百鬼夜行―陽』
- 「青行灯」 秋（『百鬼夜行―陽』）
- 「大首」 秋（『百鬼夜行―陽』）
- 『邪魅の雫』 9月
- 「雨女」 9月11日（『百鬼夜行―陽』）
- 「山颪」 9月（『百器徒然袋―雨』）
- 「蛇帯」 11月半ば（『百鬼夜行―陽』）
- 「五徳猫」 11月（『百器徒然袋―風』）
- 「雲外鏡」 12月（『百器徒然袋―風』）
- 「面霊気」 年末（『百器徒然袋―風』）

1954年（昭和29年）
- 『鵼の碑』 2月～3月
- 『今昔百鬼拾遺 鬼』 3月
- 『今昔百鬼拾遺 河童』 8月
- 『今昔百鬼拾遺 天狗』 10月

1957年（昭和32年）
- 「七月八日」 7月8日

2006年（平成18年）
- 「ぬらりひょんの褌」

## 既刊一覧
| 種別       | 題名              | 刊行年月 | 備考                          |
| ---------- | ----------------- | -------- | ----------------------------- |
| 長編       | 姑獲鳥の夏        | 1994.09  |                               |
| 長編       | 魍魎の匣          | 1995.01  |                               |
| 長編       | 狂骨の夢          | 1995.05  |                               |
| 長編       | 鉄鼠の檻          | 1996.01  |                               |
| 長編       | 絡新婦の理        | 1996.11  |                               |
| 長編       | 塗仏の宴 宴の支度 | 1998.03  |                               |
| 長編       | 塗仏の宴 宴の始末 | 1998.09  |                               |
| 長編       | 陰摩羅鬼の瑕      | 2003.08  |                               |
| 長編       | 邪魅の雫          | 2006.09  |                               |
| 長編       | 鵼の碑            | 2023.09  |                               |
| 連作小説集 | 百鬼夜行――陰      | 1999.07  |                               |
| 連作小説集 | 百器徒然袋――雨    | 1999.11  |                               |
| 連作小説集 | 今昔続百鬼――雲    | 2001.01  |                               |
| 連作小説集 | 百器徒然袋――風    | 2004.07  |                               |
| 連作小説集 | 百鬼夜行――陽      | 2012.03  |                               |
| 長編       | 今昔百鬼拾遺 鬼   | 2019.04  |                               |
| 長編       | 今昔百鬼拾遺 河童 | 2019.05  |                               |
| 長編       | 今昔百鬼拾遺 天狗 | 2019.06  |                               |
| 連作小説集 | 今昔百鬼拾遺 月   | 2020.08  | 上記『今昔百鬼拾遺』3冊の合本 |

### 関連作品
- 『幻想ミッドナイト』 角川書店、1997年 ISBN 4-04-788111-2
  - 「百鬼夜行第三夜 目目連（もくもくれん）」 （『百鬼夜行――陰』所収）
- 『エロチカ eRotica』 （e-NOVELS編） 講談社、2004年 ISBN 4-06-212289-8
  - 「大首 妖怪小説百鬼夜行第拾弐夜」 （『百鬼夜行――陽』所収）
- 『小説 こちら葛飾区亀有公園前派出所』 集英社、2007年
  - 「ぬらりひょんの褌」 （『南極（人）』所収）
- 『文豪てのひら怪談』 （東雅夫 編） ポプラ文庫 2009年 ISBN 4-591-11104-0
  - 「蒐集者の庭（抄）」※久保竣行 名義
- 『Day to Day』tree連載企画、講談社、2020年7月8日[10]
  - 「七月八日」 （『Day to Day』所収）

## 余談
- 作者が『姑獲鳥の夏』の舞台となった雑司ヶ谷を訪れた際、本当に現地に病院が建っていた事実を知り「まずい」と思って以来[11]、それ以降の舞台に関してはあえて現実に存在し得ないことを前提に設定するようになった。
- 主要登場人物については、作者の友人、知人がモデルであるという。中でも関口のモデルは物故後に小説家デビューを果たした関戸克己であることが有名である。他に古本屋仲間として小説家の北村薫、山口雅也などがモデルの者も登場する。
- 本シリーズでは、タイトルとなった妖怪が文化として成立する過程を紙上再現するため、その妖怪に関するあらゆるキーワードを作中に散りばめていると作者は語っている。たとえば『陰摩羅鬼の瑕』では水木しげるの『ゲゲゲの鬼太郎』でのエピソードを踏まえ、「豪邸に住む身寄りのない富豪の男性、本当は死んでいる婚約者といった設定は、先行する水木さんの作品を想起してもらうためにも欠かせなかった」と語っている[12]。
- 「電子百鬼夜行」シリーズの収益の一部は、「京極ファンド」を通じて、紙の文化財の修復・保存を行う団体に寄付されている[13]。

## 薔薇十字叢書
京極夏彦の公認による百鬼夜行シリーズのシェアード・ワールドシリーズ。第1期は2015年10月から12月まで。第2期は2017年4月より刊行。本シリーズで京極は創設者を意味する「Founder」とクレジットされている。
小説
第1期
| タイトル                                         | 著者       | イラスト   | 出版年月   | レーベル                            |
| ------------------------------------------------ | ---------- | ---------- | ---------- | ----------------------------------- |
| ジュリエット・ゲェム                             | 佐々原史緒 | すがはら竜 | 2015年10月 | 講談社〈講談社X文庫ホワイトハート〉 |
| 石榴（ねこ）は見た 古書肆（こしょし） 京極堂内聞 | 三津留ゆう | カズキヨネ | 2015年10月 | 講談社〈講談社X文庫ホワイトハート〉 |
| 天邪鬼の輩（ともがら）                           | 愁堂れな   | 遠田志帆   | 2015年10月 | KADOKAWA〈富士見L文庫〉             |
| 桟敷童の誕（いつわり）                           | 佐々木禎子 | THORES柴本 | 2015年10月 | KADOKAWA〈富士見L文庫〉             |
| ヴァルプルギスの火祭（かさい）                   | 三門鉄狼   | るろお     | 2015年11月 | 講談社〈講談社ラノベ文庫〉          |
| 神社姫（くだん）の森                             | 春日みかげ | 睦月ムンク | 2015年11月 | KADOKAWA〈富士見L文庫〉             |
| ようかい菓子舗京極堂                             | 葵居ゆゆ   | 双葉はづき | 2015年12月 | 講談社〈講談社X文庫ホワイトハート〉 |

第2期
| タイトル                       | 著者       | イラスト   | 出版年月  | レーベル                |
| ------------------------------ | ---------- | ---------- | --------- | ----------------------- |
| 風蜘蛛の棘（いばら）           | 佐々木禎子 | THORES柴本 | 2017年4月 | KADOKAWA〈富士見L文庫〉 |
| 縊鬼（いつき）の囀（さえずり） | 愁堂れな   | 遠田志帆   | 2017年5月 | KADOKAWA〈富士見L文庫〉 |
| 蜃（しん）の楼（たかどの）     | 和智正喜   | toi8       | 2017年5月 | KADOKAWA〈富士見L文庫〉 |

漫画
『中禅寺先生物怪講義録 先生が謎を解いてしまうから。』
『少年マガジンエッジ』（講談社）にて2019年11月号から2023年11月号まで連載、『コミックDAYS』へ移籍し2023年12月より連載中。漫画は志水アキ、脚本は田村半蔵。